# Amin al-Husayni
Mohammed Amin al-Husseini (en árabe: محمد أمين الحسيني‎; Jerusalén, c. 1897 – Beirut, 4  de julio de 1974) fue un líder nacionalista árabe palestino y un líder religioso musulmán en su calidad de gran muftí de Jerusalén.
Al-Husseini era descendiente de la familia al-Husayni de nobles árabes procedente de Jerusalén, cuyos orígenes se remontan al nieto de Mahoma, Husáin ibn Ali. Husseini recibió educación en escuelas islámicas, otomanas y católicas. En 1912, fue a realizar más estudios en Dar al-Da'wa wa al-Irshad de El Cairo, un seminario islámico bajo la tutela del teólogo salafista Muhammad Rashid Rida. Después de estudiar allí durante dos años, sirvió en el ejército otomano en la Primera Guerra Mundial. Al final de la guerra, se estableció en Damasco, como partidario del Reino Árabe de Siria. Tras la guerra franco-siria y el colapso del gobierno árabe hachemita de Damasco, su posición inicial sobre el panarabismo cambió hacia una forma de nacionalismo local para los árabes palestinos y regresó a Jerusalén. Desde 1920 se opuso activamente al sionismo y estuvo implicado como líder de los disturbios de Nabi Musa de 1920. Al-Husseini fue condenado a diez años de prisión por incitación, pero los británicos lo perdonaron. En 1921, Herbert Samuel, el Alto Comisionado británico, lo nombró gran muftí de Jerusalén, cargo que utilizó para promover el Islam mientras movilizaba a un nacionalismo árabe no confesional contra el sionismo. Durante el período 1921-1936, las autoridades británicas lo consideraron un aliado importante.
Su oposición a los británicos alcanzó su punto máximo durante la revuelta árabe de Palestina de 1936-1939. En 1937, evadiendo una orden de detención, huyó de Palestina y se refugió sucesivamente en el Mandato francés del Líbano y en el Reino de Irak, hasta establecerse en la Italia fascista y posteriormente en la Alemania nazi. Durante la Segunda Guerra Mundial colaboró tanto con Italia como con Alemania realizando transmisiones de radio propagandísticas y ayudando a los nazis a reclutar musulmanes bosnios para las Waffen-SS (con el argumento de que compartían cuatro principios: familia, orden, líder y fe). Al reunirse con Adolf Hitler, solicitó respaldo para la independencia árabe y apoyo para oponerse al establecimiento en Palestina de un hogar nacional judío. Al final de la guerra, quedó bajo protección francesa y luego buscó refugio en El Cairo para evitar ser procesado por crímenes de guerra.
En el período previo a la guerra árabe-israelí de 1948, Husseini se opuso tanto al Plan de las Naciones Unidas para la partición de Palestina de 1947 como a los planes del rey Abdullah de anexar la parte árabe del mandato de Palestina a Jordania y, al no lograr hacerse con el mando del «ejército de rescate árabe» (jaysh al-inqadh al-'arabi) formado bajo los auspicios de la Liga Árabe, construyó su propia milicia, al-jihad al-muqaddas. En septiembre de 1948 participó en el establecimiento de un Gobierno de Toda Palestina. Este gobierno, con sede en la Gaza gobernada por Egipto, obtuvo un reconocimiento limitado por parte de los estados árabes, pero finalmente fue disuelto por el presidente egipcio Gamal Abdel Nasser en 1959. Después de la guerra y la expulsión de los palestinos en 1948, sus pretensiones de liderazgo quedaron totalmente desacreditadas y finalmente fue marginado por la Organización para la Liberación de Palestina (establecida en 1964), perdiendo la poca influencia política que aún tenía. Murió en Beirut (Líbano) en julio de 1974.
Husseini fue y sigue siendo una figura muy controvertida. Los historiadores cuestionan si su feroz oposición al sionismo se basaba en el nacionalismo o el antisemitismo, o una combinación de ambos. Los opositores al nacionalismo palestino han utilizado la residencia de Husseini en tiempos de guerra y sus actividades de propaganda en la Alemania nazi para asociar el movimiento nacional palestino con el antisemitismo europeo.

## Primeros años

### Infancia y juventud

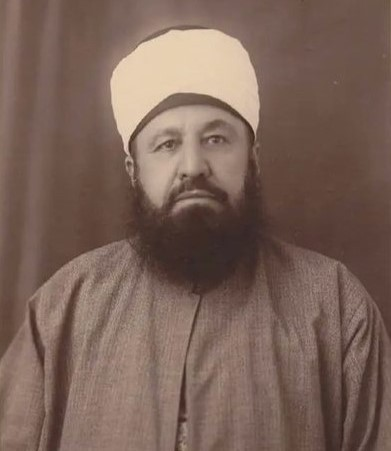
El mentor de al-Husseini, Rashid Rida, un clérigo sunita sirio notable por su vehemente oposición al movimiento sionista y los ideales occidentales.

Amin al-Husseini nació alrededor de 1897 en Jerusalén, hijo del muftí de esa ciudad y destacado oponente del sionismo, Tahir al-Husayni. El clan al-Husseini estaba formado por ricos terratenientes del sur de Palestina, centrados en el distrito de Jerusalén. Trece miembros del clan habían sido alcaldes de Jerusalén entre 1864 y 1920. Otro miembro del clan y medio hermano de Amin, Kamil al-Husayni, también sirvió como muftí de Jerusalén. En esta misma ciudad, Amin al-Husseini asistió a una escuela coránica (kuttub) y a una escuela secundaria del gobierno otomano (rüshidiyye), donde aprendió turco, y a una escuela secundaria católica dirigida por misioneros franceses, los Catholic Frères, donde aprendió francés. También estudió en la Alliance Israélite Universelle con su director judío Albert Antébi. Este consideraba a al-Husseini su alumno y se refiere así a él en una carta.
En 1912 estudió brevemente derecho islámico en la Universidad de al-Azhar de El Cairo y en Dar al-Da'wa wa-l-Irshad, con Rashid Rida, un erudito salafista, que seguiría siendo el mentor de Amin hasta su muerte en 1935. La defensa de Rida de los valores islámicos tradicionales y su hostilidad hacia la occidentalización se convirtieron en un componente importante de la personalidad religiosa de al-Husseini. Al igual que Rida, creía que Occidente estaba librando una guerra contra el Islam y alentó las revoluciones islámicas en todo el mundo musulmán para derrotar a las potencias coloniales europeas y al sionismo. Sin embargo, al-Husseini no adoptó el fundamentalismo islámico de su maestro.
Aunque se encontraba preparado para ocupar cargos religiosos desde su juventud, su educación fue típica de los efendi otomanos de la época, y sólo se puso un turbante religioso en 1921, después de ser nombrado muftí. En 1913, aproximadamente a la edad de 16 años, acompañó a su madre Zainab a La Meca y recibió el título honorífico de Hajji. Antes de la Primera Guerra Mundial, estudió en la Escuela de Administración de Constantinopla, considerada en esa época como la más secular de las instituciones otomanas.

### Primera Guerra Mundial
Con el inicio de la Primera Guerra Mundial en 1914, al-Husseini recibió un cargo en el ejército otomano como oficial de artillería y fue asignado a la Cuadragésima Séptima Brigada estacionada en la ciudad de Esmirna y sus alrededores. En noviembre de 1916 obtuvo del ejército una licencia por incapacidad de tres meses y regresó a Jerusalén. Se estaba recuperando de una enfermedad allí cuando la ciudad fue capturada por los británicos un año después. Los ejércitos británico y del jerife, para los cuales se estima que se ofrecieron como voluntarios unos 500 árabes palestinos, completaron la conquista de Palestina y Siria controladas por los otomanos en 1918.
Como oficial del jerife, al-Husseini reclutó hombres para servir en el ejército de Fáysal ibn Husáyn durante la Rebelión árabe, tarea que emprendió mientras trabajaba como reclutador para la administración militar británica en Jerusalén y Damasco. la comisión Palin de posguerra señaló que el oficial de reclutamiento inglés, el capitán C. D. Brunton, consideraba que al-Husseini, con quien cooperaba, era muy pro británico y que, a través de la difusión de panfletos del Ministerio de Guerra lanzados desde el aire prometiéndoles paz y prosperidad bajo el dominio británico, «a los reclutas se les daba a entender que estaban luchando por una causa nacional y para liberar a su país de los turcos». Hasta este momento, nada en los inicios de su carrera sugiere que tuviera ambiciones de servir en un cargo religioso: sus intereses eran los de un nacionalista árabe.

### Inicios en la política
En 1919, al-Husseini asistió al Congreso Pan-Sirio celebrado en Damasco, donde apoyó al Emir Faisal como rey de Siria. Ese año, al-Husseini fundó la sucursal pro británica en Jerusalén del «Club Árabe» con sede en Siria (Al-Nadi al-arabi), que luego compitió con el «Club Literario» patrocinado por Nashashibi (al-Muntada al-Adabi) para influir en la opinión pública, y pronto se convirtió en su presidente.

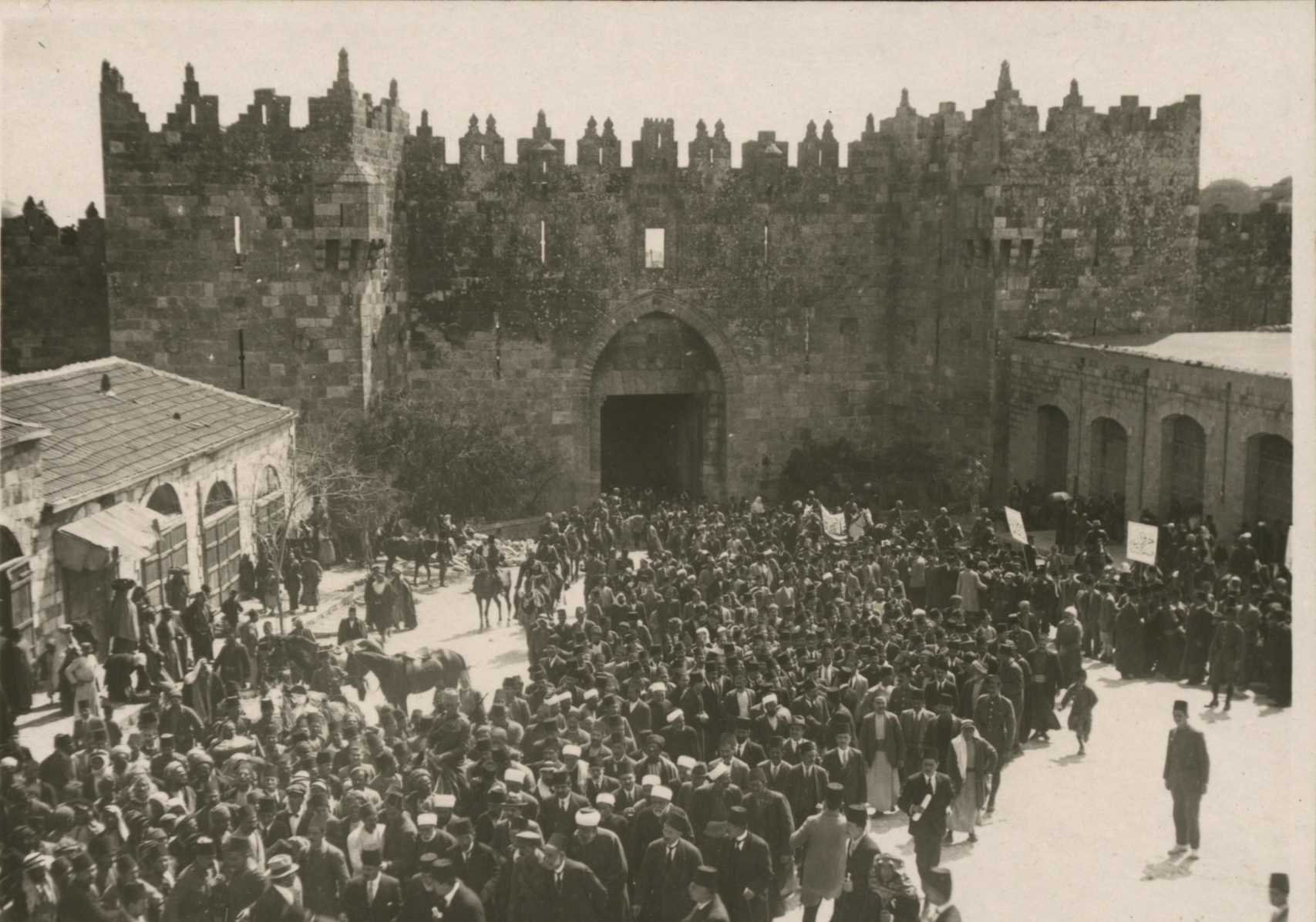
Manifestación palestina en la Puerta de Damasco. Durante los disturbios de Nabi Musa en marzo de 1920.

Durante los disturbios de Nabi Musa en Jerusalén en abril de 1920, estallaron violentos disturbios en protesta por la implementación de la Declaración Balfour que apoyaba el establecimiento en Palestina de una patria para el pueblo judío. Se causaron muchos daños a la vida y la propiedad judía. La comisión Palin culpó a ambas partes de la explosión de las tensiones. Zeev Jabotinsky, organizador de las defensas paramilitares judías, fue condenado a 15 años de prisión. Al-Husseini, entonces profesor de la escuela Rashidiya, cerca de la Puerta de Herodes en Jerusalén Este, fue acusado de incitar a las multitudes árabes con un discurso incendiario y condenado in absentia a 10 años de prisión por un tribunal militar, ya que para entonces ya había huido a Siria. Poco después Chaim Weizmann y el teniente coronel del ejército británico Richard Meinertzhagen, quienes trabajaron con él en estrecha colaboración, afirmaron que al-Husseini había sido incitado a promover los disturbios por el jefe de Estado Mayor del mariscal de campo británico Edmund Allenby, el coronel Bertie Harry Waters-Taylor, para demostrar al mundo que los árabes no tolerarían una patria judía en Palestina. Esta acusación nunca fue probada y Meinertzhagen fue destituido de su puesto.
Tras los disturbios de abril se produjo un hecho que convirtió la tradicional rivalidad entre los clanes Husseini y Nashashibi en una grave ruptura, con consecuencias a largo plazo para al-Husseini y el nacionalismo palestino. Según Sir Louis Bols, dirigentes y funcionarios sionistas como David Yellin ejercieron una gran presión sobre la administración militar para que destituyera al alcalde de Jerusalén, Musa al-Husayni, dada su presencia en la manifestación del marzo anterior. El coronel Storrs, gobernador militar de Jerusalén, lo destituyó sin más investigaciones y lo reemplazó por Raghib al-Nashashibi del clan rival de los Nashashibi. Esto, según el informe Palin, «tuvo un profundo efecto en sus correligionarios, confirmando definitivamente la convicción que ya se habían formado a partir de otras pruebas de que la Administración Civil era una mera marioneta de la Organización Sionista».
Hasta finales de 1920, centró sus esfuerzos en el panarabismo y en la ideología de una Gran Siria en particular, entendiendo Palestina como una provincia del sur de un estado árabe, cuya capital se establecería en Damasco. La Gran Siria incluiría el territorio de todo el Levante, ahora ocupado por Siria, el Líbano, Jordania, Palestina e Israel. La lucha por la Gran Siria fracasó después de que Francia derrotara a las fuerzas árabes en la batalla de Maysalun en julio de 1920. El ejército francés entró en Damasco en ese momento, derrocó al rey Faisal y puso fin al proyecto de una Gran Siria, sometida al mandato francés de conformidad con el anterior Acuerdo Sykes-Picot. Los notables palestinos respondieron al desastre con una serie de resoluciones en la conferencia de Haifa de 1921, que establecieron un marco político palestino y pasaron por alto en silencio la idea anterior de un sur confederado con Siria. Esto marcó el tono del nacionalismo palestino durante las siguientes décadas.
Al-Husseini, como muchos de su clase y época, pasó del panarabismo orientado a Damasco a una ideología específicamente palestina, centrada en Jerusalén, que buscaba bloquear la inmigración judía a la Palestina del Mandato Británico.
La frustración de las aspiraciones panárabes dio un tono islámico a la lucha por la independencia y aumentó el recurso a la idea de devolver la tierra a Dar al-Islam. Desde su elección como Mufti hasta 1923, al-Husseini ejerció control total sobre la sociedad secreta Al-Fida'iyya («Los Autosacrificadores»), que, junto con al-Ikha' wal-'Afaf («Hermandad y Pureza»), desempeñaron un papel muy importante en actividades clandestinas antibritánicas y antisionistas y, a través de miembros de la gendarmería, había participado en actividades subversivas ya en abril de 1920.

### Gran muftí de Jerusalén
Sir Herbert Samuel, recientemente nombrado Alto Comisionado británico, declaró una amnistía general para los condenados por complicidad en los disturbios de 1920, excluyendo sólo a Amin al-Husseini y Al Aref. Durante una visita ese mismo año a las tribus beduinas de Transjordania que protegían a los dos refugiados políticos, Samuel ofreció el perdón a ambos y Al Aref aceptó con prontitud. Husseini inicialmente rechazó la oferta, alegando que no era culpable de nada. Sólo aceptó el perdón tras la muerte de su medio hermano, el muftí Kamil al-Husayni, en marzo de 1921. Luego se celebraron elecciones y, de los cuatro candidatos que se postularon para el cargo de Mufti, al-Husseini recibió la menor cantidad de votos; los tres primeros fueron candidatos del clan Nashashibi. Sin embargo, Samuel estaba ansioso por mantener el equilibrio entre los al-Husseini y su clan rival, los Nashashibi. Un año antes, los británicos habían sustituido a Musa al-Husayni como alcalde de Jerusalén por Raghib al-Nashashibi. Luego actuaron para asegurar al clan Husseini una posición compensatoria de prestigio nombrando a uno de ellos para el puesto de muftí y, con el apoyo de Raghib al-Nashashibi, prevaleciendo sobre el favorito de Nashashibi, el jeque Hussam ad-Din Jarallah. Esto ascendió automáticamente a Amin al-Husseini a la tercera posición, lo que, según la ley otomana, le permitía calificar, y luego Samuel lo eligió como muftí. Su nombramiento inicial fue como simple muftí, pero cuando se creó el Consejo Supremo Musulmán al año siguiente, Husseini exigió y recibió el título de Gran Muftí que se había creado anteriormente, tal vez siguiendo las líneas del uso egipcio, por los británicos para su medio hermano Kamil. El puesto era con carácter vitalicio.
En 1922, fue elegido presidente del Consejo Supremo Musulmán que había sido creado por Samuel en 1921. Matthews sostiene que los británicos consideraron que la combinación de su perfil como un nacionalista árabe eficaz y un descendiente de una familia noble de Jerusalén «hizo ventajoso alinear sus intereses con los de la administración británica y así mantenerlo a raya». El Consejo controlaba los fondos del Waqf, con un valor anual de decenas de miles de libras, y los fondos de los huérfanos, con un valor anual de unas 50 000 libras esterlinas, en comparación con las 60 0000 libras esterlinas del presupuesto anual de la Agencia Judía. Además, controlaba los tribunales islámicos en Palestina. Entre otras funciones, a estos tribunales se les confiaba la facultad de nombrar maestros y predicadores.
Inicialmente, los británicos equilibraron los nombramientos para el Consejo Supremo Musulmán entre los Husseinis y sus partidarios (conocidos como majlisiya, o partidarios del consejo) y los Nashashibis y sus clanes aliados (conocidos como mu'aridun, la oposición). Los mu'aridun estaban más dispuestos a llegar a un compromiso con los judíos y, de hecho, habían recibido durante algunos años subvenciones anuales de la Agencia Judía. Durante la mayor parte del período del mandato británico, las disputas entre estas dos familias socavaron gravemente cualquier posible unidad árabe palestina. En 1936, sin embargo, lograron cierta medida de política concertada cuando todos los grupos árabes palestinos se unieron para crear un órgano ejecutivo permanente conocido como el Alto Comité Árabe bajo la presidencia de al-Husseini.

### Haram ash-Sharif y el Muro de las Lamentaciones

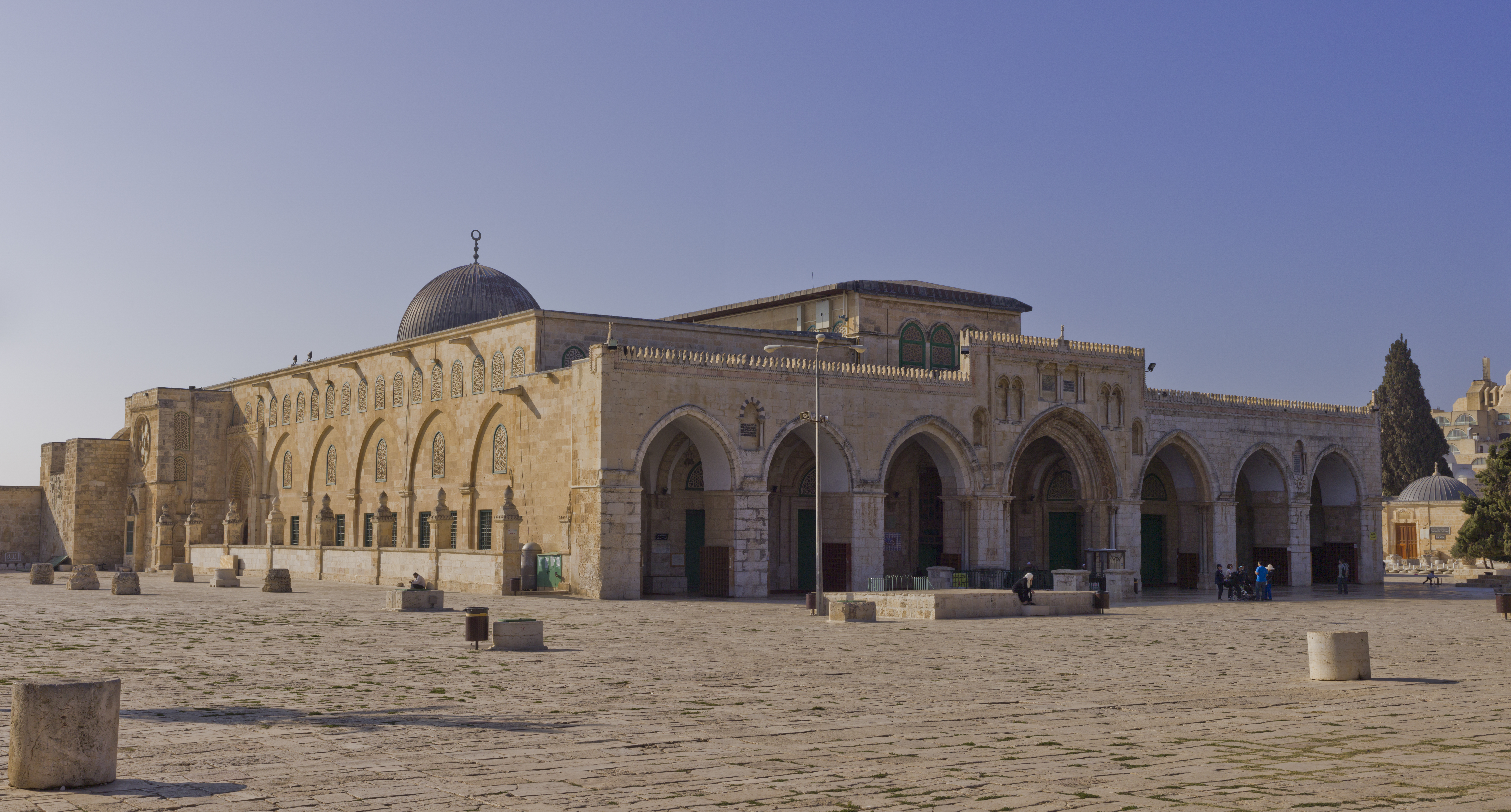
La Capilla Al-Qibli, parte de la Mezquita Al-Aqsa, en la Ciudad vieja de Jerusalén. Considerado el tercer lugar más sagrado del Islam después de Al-Masjid al-Haram y Al-Masjid an-Nabawi.

El Consejo Supremo Musulmán y su jefe al-Husseini, que se consideraba guardián de uno de los tres lugares sagrados del Islam, lanzaron una campaña internacional en los países musulmanes para recaudar fondos para restaurar y mejorar el Haram ash-Sharif (Santuario Noble), y en particular la Mezquita de Al-Aqsa y el santuario de la Cúpula de la Roca (que se encuentran en el Monte del Templo, el lugar más sagrado del judaísmo).
Toda la zona requirió una extensa restauración, dado el deterioro en el que había caído debido al abandono en la época otomana. Jerusalén fue la dirección original hacia la que oraban los musulmanes, hasta que Mahoma reorientó la Qibla hacia La Meca en el año 624. Al-Husseini encargó al arquitecto turco Mimar Kemalettin la restauración del lugar, en esta labor contó con la ayuda del director católico de Antigüedades del Mandato, Ernest Richmond.
Bajo la supervisión de Richmond, el arquitecto turco elaboró un plan y la ejecución de las obras supuso un estímulo notable para el renacimiento de las artes artesanales tradicionales como el mosaico, la producción de cristalería, la artesanía en madera, el trabajo del mimbre y la ferretería.
Los vigorosos esfuerzos de al-Husseini para transformar el Haram en un símbolo del nacionalismo pan árabe y palestino tenían como objetivo conseguir el apoyo árabe contra la afluencia de inmigrantes judíos de la posguerra. En su campaña, acusó a menudo a los judíos de planear tomar posesión del Muro de las Lamentaciones, que pertenecía al waqf de Abu Madyan como propiedad inalienable, y reconstruir el Templo sobre la Mezquita de Al-Aqsa. Tomó ciertas declaraciones, por ejemplo, del rabino principal asquenazí de Palestina, Abraham Isaac Kook, sobre el posible regreso en el tiempo del Monte del Templo a manos judías, y las convirtió en un complot político concreto para tomar el control de la zona.
El intenso trabajo de al-Husseini para restaurar el santuario como centro de atención para el mundo musulmán, y los esfuerzos judíos por mejorar su acceso y establecer un ambiente ritualmente apropiado en la plaza junto al Muro de las Lamentaciones, llevaron a un aumento del conflicto entre las dos comunidades, cada una viendo el sitio sólo desde su propia perspectiva e intereses tradicionales. Las narrativas sionistas señalaban las obras y la publicidad de al-Husseini sobre el sitio y las amenazas al mismo, como intentos de restaurar el menguante prestigio de su propia familia. Las narrativas árabes interpretan la intensa agitación de ciertos grupos judíos por el Muro como un intento de revivir el interés de la diáspora por el sionismo después de algunos años de relativo declive, depresión y emigración.
Cada intento de introducir modificaciones menores en el statu quo, todavía regido por la ley otomana, fue objeto de encarnizadas protestas ante las autoridades británicas por parte de las autoridades musulmanas. Si los musulmanes podían citar una norma otomana de 1912 que prohibía específicamente la introducción de objetos como asientos, los judíos podían citar testimonios del hecho de que antes de 1914 se habían hecho ciertas excepciones para mejorar su acceso y uso del Muro.

## Disturbios palestinos de 1929

### Antecedentes

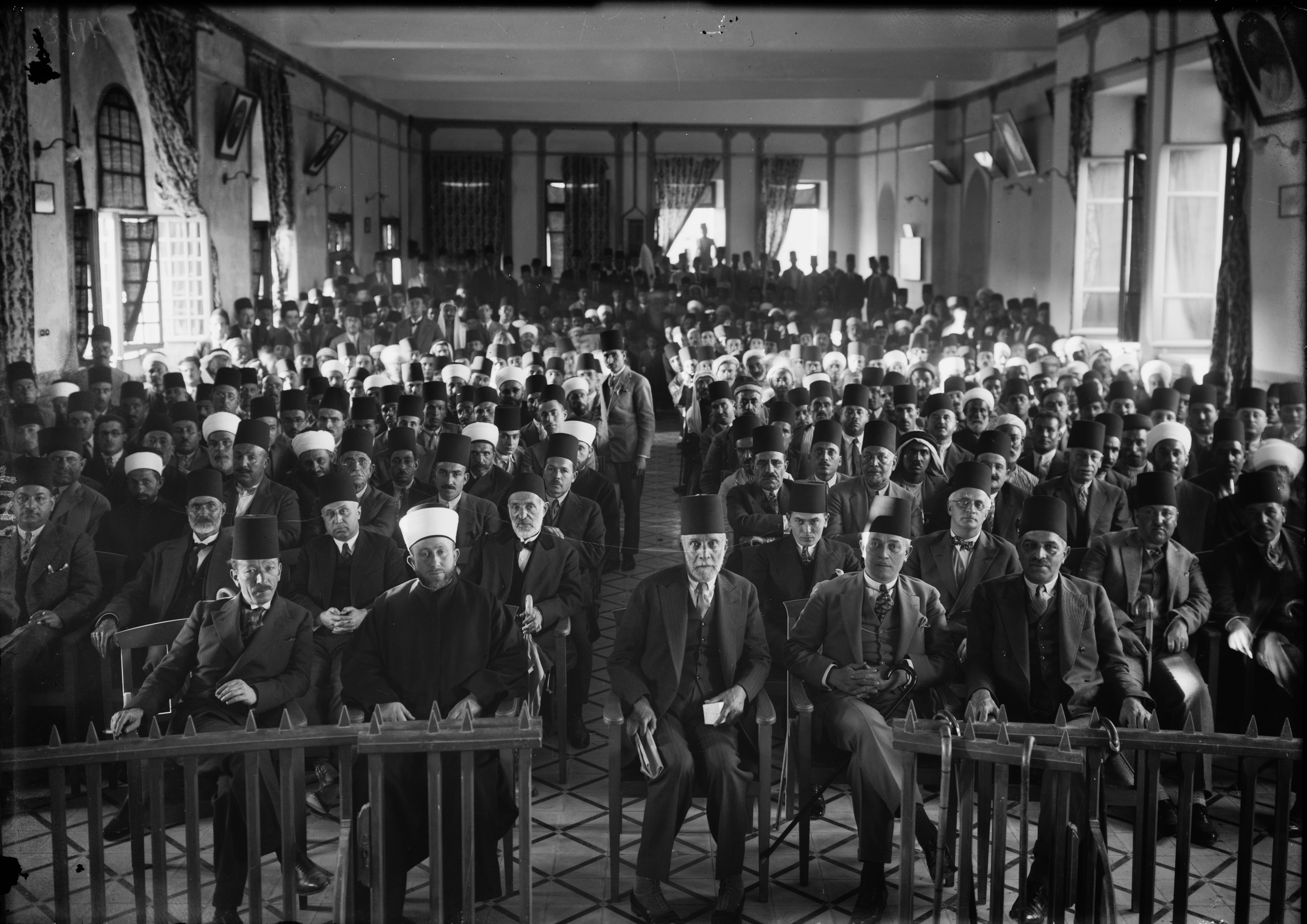
Delegaciones árabes de protesta contra la política británica en Palestina durante 1929

El 10 de agosto de 1928, una asamblea constituyente convocada por los franceses en Siria fue rápidamente suspendida cuando se hicieron llamamientos a favor de una reunificación con Palestina. Al-Husseini y Awni Abd al-Hadi se reunieron con los nacionalistas sirios e hicieron una proclamación conjunta para la constitución de un estado monárquico unificado bajo el mando de uno de los hijos de Ibn Sa'ud. El día 26, se celebró con gran pompa la finalización de la primera fase de los trabajos de restauración de las mezquitas del Haram, en presencia de representantes de los países musulmanes que habían financiado el proyecto, de las autoridades del Mandato y de Abdalá I, emir de Transjordania. Un mes después, apareció un artículo en la prensa judía proponiendo la compra y destrucción de casas en el barrio marroquí lindante con el muro para mejorar el acceso de los peregrinos y promover así la «Redención de Israel».
Poco después, el 23 de septiembre, durante la celebración del Yom Kipur, un bedel judío introdujo una mampara para separar a los fieles masculinos y femeninos en el Muro. Informadas por los residentes del vecino barrio de Mughrabi, la autoridad del waqf se quejó ante Harry Luke, secretario jefe en funciones del Gobierno de Palestina, que esto prácticamente convirtió el carril en una sinagoga y violó el statu quo, como lo habían hecho los asientos plegables en 1926. Los agentes británicos, al encontrar una negativa, utilizaron la fuerza para quitar la pantalla, y se produjo un choque de empujones entre los fieles y la policía.
Las acusaciones sionistas de que se había empleado una fuerza desproporcionada durante lo que era una ocasión solemne de oración generaron protestas en toda la diáspora. Judíos en todo el mundo protestaron contra Gran Bretaña por la violencia ejercida en el Muro. El Consejo Nacional Judío «exigió que la administración británica expropiara el muro para los judíos». En respuesta, los musulmanes organizaron un Comité de Defensa para la Protección del Noble Buraq, y se produjeron grandes concentraciones de protesta en la plaza de Al-Aqsa. Inmediatamente después se emprendieron obras, a menudo ruidosas, en una mezquita situada encima del lugar de oración judío. Disturbios como la apertura de un paso para el tránsito de burros por la zona enfurecieron a los fieles. Después de intensas negociaciones, la organización sionista negó cualquier intención de apoderarse de todo Haram Ash-Sharif, pero exigió al gobierno que expropiara y destruyera el barrio marroquí. Una ley de 1924 permitió a las autoridades británicas expropiar propiedades, y el temor a que esto sucediera agitó enormemente a la comunidad musulmana, aunque las leyes de donación del waqf prohibían explícitamente tal enajenación. Después de una larga deliberación, el 11 de diciembre de 1928 se hizo público un Libro Blanco a favor del statu quo.
Después del nombramiento del nuevo Alto Comisionado Sir John Chancellor para suceder a Lord Plumer en diciembre de 1928, la cuestión fue reexaminada y en febrero de 1929 una opinión jurídica estableció que la autoridad del Mandato estaba dentro de sus poderes para intervenir para garantizar los derechos judíos de acceso y oración. Al-Husseini lo presionó para que aclarara específicamente el statu quo legal con respecto al Muro. El canciller consideró debilitar al Consejo Supremo Musulmán (CSM) y socavar la autoridad de al-Husseini haciendo el cargo de muftí electivo. El festival Nabi Musa de abril de ese año transcurrió sin incidentes, a pesar de las advertencias de al-Husseini sobre posibles incidentes. El comisionado pensó que su poder estaba menguando y, tras consultar con Londres, admitió ante al-Husseini el 6 de mayo que era impotente para actuar con decisión en el asunto.  Al-Husseini respondió que, a menos que las autoridades del Mandato actuaran, de manera muy similar a los monjes cristianos que protegen sus lugares sagrados en Jerusalén, los jeques tendrían que tomar en sus propias manos las violaciones del statu quo y retirar personalmente cualquier objeto introducido por los judíos en la zona. El comisionado le pidió paciencia y al-Husseini se ofreció a detener las obras en el Monte con la condición de que este gesto no se tomara como un reconocimiento de los derechos judíos.
Un cambio de gobierno en Gran Bretaña en junio dio lugar a una nueva propuesta: sólo las obras musulmanas en el sector cercano a donde rezaban los judíos deberían estar sujetas a autorización obligatoria: los judíos podrían emplear objetos rituales, pero la introducción de asientos y biombos estaría sujeta a la autorización musulmana. El comisionado autorizó a los musulmanes a reiniciar su trabajo reconstructivo, mientras que, en respuesta a nuevas quejas sionistas, convenció al CSM para que detuviera las estridentes ceremonias de Dhikr en las proximidades del Muro. También pidió a los representantes sionistas que se abstuvieran de llenar sus periódicos con ataques contra el gobierno y las autoridades musulmanas. Luego el comisionado partió hacia Europa donde la Comisión Obligatoria estaba deliberando.

### Disturbios

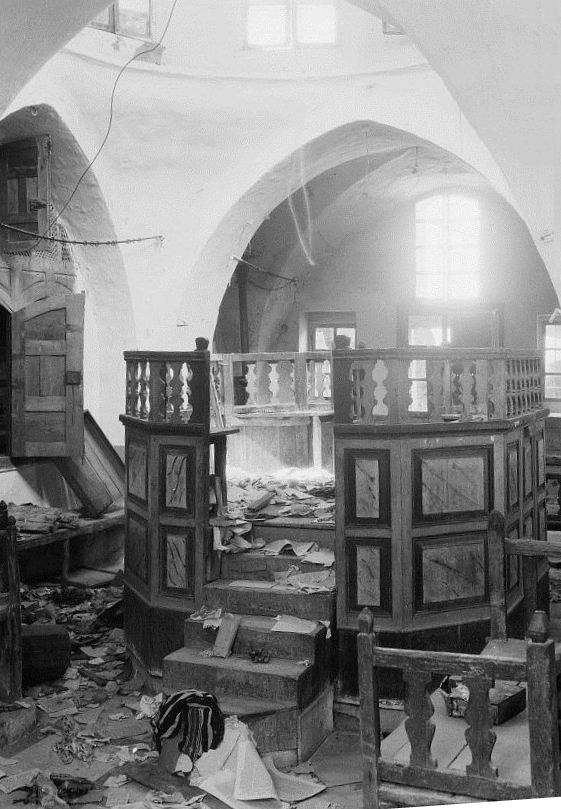
Sinagoga destruida en Hebrón durante los disturbios

Con el canciller en el extranjero y la propia Comisión Sionista, con su líder, el coronel Frederick Kisch, en Zúrich para asistir al XVI Congreso Sionista (al que también asistió Ze'ev Jabotinsky), el SMC reanudó los trabajos, confidencialmente autorizados, sobre el Haram, sólo para encontrarse con protestas de la prensa judía. La administración publicó rápidamente las nuevas reglas el 22 de julio, con un grave error de traducción que alimentó los informes sionistas sobre un complot contra los derechos judíos. Una protesta en Londres dio lugar a una declaración pública por parte de un miembro de la Comisión Sionista de que los derechos judíos eran más importantes que el statu quo, declaración que a su vez alentó las sospechas árabes de que los acuerdos locales estaban nuevamente siendo derribados por intrigas judías en el extranjero. La noticia de que el Congreso de Zúrich, al crear la Agencia Judía el 11 de agosto, había logrado la unidad entre los sionistas y la comunidad judía mundial, una medida que aumentaría considerablemente la inversión judía en la Palestina británica, encendió las alarmas.
El 15 de agosto, Tisha b'Av, día que conmemora la destrucción del Templo de Jerusalén, el movimiento revisionista Betar, a pesar de la petición de Pinhas Rutenberg el 8 de agosto al Alto Comisionado interino Harry Luke para que impidiera la participación de dichos grupos, reunió a miembros de Tel Aviv para unirse a ellos en la conmemoración religiosa. Kisch, antes de partir, había prohibido las manifestaciones judías en los barrios árabes de Jerusalén. Los jóvenes de Betar dieron a la ceremonia un fuerte tinte nacionalista cantando la Hatikvá, ondeando la bandera de Israel y coreando el lema «El muro es nuestro». El día siguiente coincidió con Mawlid (o mawsin al-nabi), el aniversario del nacimiento del profeta del Islam, Mahoma. Los fieles musulmanes, después de orar en la Explanada de las Mezquitas, pasaron por la estrecha calle junto al Muro de las Lamentaciones y rompieron libros de oraciones y notas de kotel (peticiones en el muro), sin dañar a los tres judíos presentes. Contactado por Luke, al-Husseini se comprometió a hacer todo lo posible para mantener la calma, pero no pudo impedir que los manifestantes se concentraran en el Muro.
El 17 de agosto, un joven judío fue asesinado a puñaladas por árabes mientras recuperaba una pelota de fútbol, mientras que un árabe resultó gravemente herido en una pelea con judíos palestinos. Fuertemente vinculado al partido antihachemita, y atacado por partidarios de Abdullah en Transjordania por malversar fondos destinados a la campaña contra Francia, al-Husseini pidió un visado para él y Awni Abd al-Hadi para viajar a Siria, donde se disputaba el liderazgo de la causa siria antifrancesa. Contrarios a su presencia en Siria, los franceses le pidieron que pospusiera el viaje. Mientras tanto, a pesar de que Harry Luke sermoneaba a los periodistas para que evitaran informar sobre ese material, circularon rumores en ambas comunidades de una masacre inminente de judíos por parte de musulmanes y de un asalto al Haram ash-Sharif por parte de los judíos.
El viernes 23 de agosto, dos o tres árabes fueron asesinados en el barrio judío de Mea Shearim. También fue un día de oración musulmana. Una gran multitud, compuesta por mucha gente de las aldeas periféricas, entró en Jerusalén, muchos de ellos armados con palos y cuchillos. No se sabe si esto fue organizado por al-Husseini o fue el resultado de una movilización espontánea. El sermón en Al-Aqsa iba a ser pronunciado por otro predicador, pero Lucas convenció a al-Husseini para que abandonara su casa y fuera a la mezquita, donde fue recibido como «la espada de la fe» y donde ordenó al predicador que pronunciara un sermón pacífico, mientras enviaba un mensaje urgente pidiendo refuerzos policiales en los alrededores del Haram. En respuesta al discurso, los extremistas arengaron a la multitud, acusando a al-Husseini de ser un infiel a la causa musulmana. La misma acusación violenta se lanzó en Jaffa contra el jeque Muzaffir, un predicador islámico radical, que pronunció un sermón llamando a la calma el mismo día.. Se lanzó un asalto al barrio judío. En los días siguientes se produjeron violentos ataques de turbas contra comunidades judías, alimentados por rumores sobre supuestas masacres de árabes e intentos de apoderarse del Muro, en Hebrón, Safed y Haifa. En total, en las matanzas y posteriores ataques de venganza, murieron 136 árabes y 135 judíos, mientras que 340 de estos últimos resultaron heridos, además de unos 240 árabes.

### Consecuencias
Posteriormente, los británicos y la Comisión del Mandato de la Sociedad de las Naciones llevaron a cabo sendas investigaciones oficiales. La primera de ellas, conocida como «The Shaw Report», concluyó que el incidente del 23 de agosto consistió en un ataque de árabes contra judíos, pero rechazó la opinión de que los disturbios hubieran sido premeditados. Al-Husseini ciertamente desempeñó un papel enérgico en las manifestaciones musulmanas a partir de 1928, pero no podía ser considerado responsable de los disturbios de agosto, incluso si tenía «una parte de la responsabilidad en los disturbios». Sin embargo, había colaborado desde el 23 de ese mes para pacificar a los alborotadores y restablecer el orden. Los peores brotes ocurrieron en áreas como Hebrón, Safed, Jaffa y Haifa, donde dominaban sus adversarios políticos árabes. Según la comisión la causa fundamental de los violentos estallidos radicaba en el miedo al despojo territorial.
En una nota de reserva, el Sr. Harry Snell, quien aparentemente se había dejado convencer por el hijo de Sir Herbert Samuel, Edwin Samuel, afirmó que, aunque estaba convencido de que al-Husseini no era directamente responsable de la violencia y no había sido cómplice de ella, creía que era consciente de la naturaleza de la campaña antisionista y del peligro de que se produjeran disturbios. Por lo tanto, atribuyó al muftí una parte mayor de culpa que la que había indicado el informe oficial. El vicepresidente holandés de la Comisión de Mandatos Permanentes, M. Van Rees, afirmó que «los disturbios de agosto de 1929, así como los disturbios anteriores de carácter similar, fueron, en resumen, sólo un aspecto especial de la resistencia ofrecida en todas partes en Oriente, con su civilización tradicional y feudal, a la invasión de una civilización europea introducida por una administración occidental», pero concluyó que, en su opinión, «la responsabilidad de lo ocurrido debe recaer en los líderes religiosos y políticos de los árabes».
En Londres, Lord Melchett exigió su arresto por orquestar todos los disturbios antibritánicos en la totalidad de Medio Oriente. La documentación consular descartó rápidamente la tesis de la trama e identificó la causa más profunda como política, no religiosa, concretamente en lo que la Comisión Palin había identificado anteriormente como un profundo descontento árabe por el sionismo. Las memorias árabes sobre la fitna (disturbios) siguen a una proclamación contemporánea para la defensa del Muro el 31 de agosto, que justificaba los disturbios como legítimos, pero en ninguna parte menciona un plan coordinado. Sólo Izzat Darwaza, un rival nacionalista árabe de al-Husseini, afirmó, sin dar mayores detalles, que al-Husseini fue el responsable de los disturbios. Por su parte este último en sus memorias nunca reconoció haber desempeñado tal papel.
El Alto Comisionado recibió oficialmente a al-Husseini dos veces, el 1 de octubre de 1929 y una semana después, y este último se quejó del sesgo pro sionista en una zona donde la población árabe todavía veía favorablemente a Gran Bretaña. También argumentó que la debilidad de la posición árabe era que carecían de representación política en Europa, mientras que durante milenios los judíos dominaron con su genio para la intriga. Aseguró al Comisionado su cooperación para mantener el orden público.

## Actividad política entre 1930 y 1935

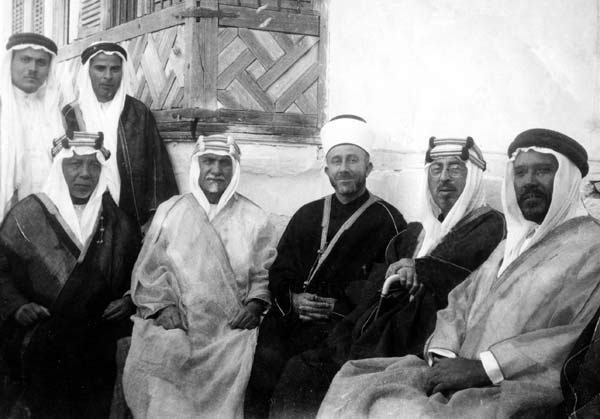
Al-Husseini (centro) en una visita a Arabia Saudita a principios de los años 1930. A su izquierda está Hashim al-Atassi, quien más tarde se convirtió en presidente de Siria, y a su derecha Shakib Arslan, un filósofo nacionalista árabe del Líbano.

Entre 1928 y 1929, una coalición de un nuevo grupo nacionalista palestino comenzó a desafiar la hegemonía ejercida hasta entonces por al-Husseini. Este grupo, más pragmático, provenía de la nobleza terrateniente y de los círculos empresariales y estaba decidido a lo que consideraban una política de adaptación más realista al gobierno del Mandato. A partir de este período, surgió una brecha que se convertiría en una disputa entre la élite dirigente de los árabes palestinos.
En 1931, al-Husseini fundó el Congreso Islámico Mundial, del que sería presidente. Las versiones difieren sobre si apoyó o no a Izzedin al-Qassam cuando emprendió actividades clandestinas contra las autoridades del Mandato Británico. Su nombramiento como imán de la mezquita al-Istiqlal en Haifa había sido aprobado por al-Husseini. Lachman sostiene que alentó en secreto y quizás financió a al-Qassam en este período. Cualesquiera que sean sus relaciones, el activismo independiente de este último y su abierto desafío a las autoridades británicas parecen haber conducido a una ruptura entre los dos. Se opuso enérgicamente a las exacciones de los Qassamitas contra las comunidades cristiana y drusa.
En 1935, tomó el control de una organización clandestina, de cuya naturaleza no había sido informado hasta el año anterior, que había sido creado en 1931 por el hijo de Musa al-Husayni (alcalde de Jerusalem), Abd al-Qadir al-Husayni y reclutado en el movimiento de Boy Scouts árabes palestinos, llamado la «Santa Lucha». (al-jihad al-muqaddas). Esta y otra organización juvenil paramilitar, al-Futuwwah, eran paralelas a la clandestina Haganá judía. Los rumores y el descubrimiento ocasional de escondites y envíos de armas fortalecieron los preparativos militares en ambos lados.

## Revuelta árabe de Palestina de 1936-1939

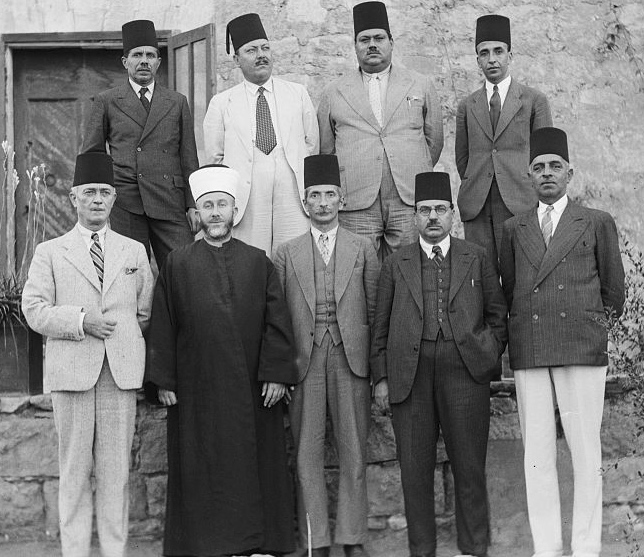
Varios miembros del Alto Comité Árabe reunidos en 1936. Amin al-Husayni es el segundo por la izquierda

El 19 de abril de 1936 se desató en Palestina una ola de huelgas, protestas y ataques contra las autoridades británicas y los judíos. Inicialmente, los disturbios fueron liderados por Farhan Al Saadi, un jeque militante del grupo norteño al-Qassam, con vínculos con los Nashashibis. Después del arresto y ejecución de Farhan, al-Husseini tomó la iniciativa negociando una alianza con la facción de los al-Qassam. Aparte de algunos subsidios extranjeros, incluida una cantidad sustancial de la Italia fascista,
controlaba el Habiz y los fondos destinados a los huérfanos que generaban ingresos anuales de unas 115 000 libras palestinas. Tras el inicio de la revuelta, la mayor parte de ese dinero se utilizó para financiar las actividades de sus representantes en todo el país. Al cónsul general de Italia en Jerusalén, Mariano de Angelis, explicó en julio que su decisión de involucrarse directamente en el conflicto surgió de la confianza que depositaba en el respaldo y las promesas del dictador italiano Benito Mussolini.
Por iniciativa de al-Husseini, los líderes de los clanes árabes palestinos formaron el Alto Comité Árabe bajo su presidencia. El Comité pidió el impago de impuestos después del 15 de mayo y una huelga general de trabajadores y empresas árabes, exigiendo el fin de la inmigración judía. El Alto Comisionado Británico para Palestina, Sir Arthur Wauchope, respondió entablando negociaciones con al-Husseini y el Comité. Sin embargo, las conversaciones pronto resultaron infructuosas y el muftí emitió una serie de advertencias, amenazando con la «venganza de Dios Todopoderoso» a menos que se detuviera la inmigración judía y comenzara la huelga general, paralizando el gobierno, el transporte público, las empresas árabes y la agricultura.
Con el paso del tiempo, en otoño, la clase media árabe había agotado sus recursos. En estas circunstancias, el gobierno del Mandato buscó un intermediario que pudiera ayudar a persuadir al Alto Comité Árabe para que pusiera fin a la rebelión. Al-Husseini y el Comité rechazaron al rey Abdalá de Jordania como mediador debido a su dependencia de los británicos y su amistad con los sionistas, pero aceptaron al ministro de Asuntos Exteriores iraquí, Nuri al-Said. Mientras Wauchope advertía de una campaña militar inminente y simultáneamente ofrecía enviar una Comisión Real de Investigación para escuchar las quejas árabes, el Alto Comité Árabe suspendió la huelga el 11 de octubre. Cuando la prometida Comisión Real de Investigación llegó a Palestina en noviembre, al-Husseini testificó ante ella como principal testigo de los árabes.
En julio de 1937, la policía británica fue enviada a arrestar a al-Husseini por su participación en la rebelión árabe, pero, este avisado, logró escapar y se escondió en el complejo de la mezquita de Al-Aqsa. Permaneció allí durante tres meses, dirigiendo la revuelta desde dentro. Cuatro días después del asesinato del comisionado de distrito en funciones para esa zona, Lewis Yelland Andrews, por miembros de Galilea del grupo al-Qassam el 26 de septiembre, al-Husseini fue depuesto de la presidencia del Consejo Supremo Musulmán, el Alto Comité Árabe fue declarado ilegal, y se emitieron órdenes de arresto contra sus líderes, por ser al menos «moralmente responsables», aunque realmente no existían pruebas de su complicidad en el asesinato.
De ellos, sólo Jamal al-Husayni logró escapar a Siria: los cinco restantes fueron detenidos y exiliados a las Seychelles. Al-Husseini no estaba entre los acusados pero, temiendo ser encarcelado, los días 13 y 14 de octubre, después de escapar al amparo de la oscuridad por una cuerda del muro de la mezquita, huyó, en un coche de la Policía Palestina, a Jaffa, donde abordó un buque de vapor que lo llevó al Líbano, disfrazado de beduino, donde reconstituyó el comité bajo su liderazgo.
Permaneció en el Líbano durante dos años, bajo estrecha vigilancia francesa en el pueblo cristiano de Zouk, pero, en octubre de 1939, su relación con las autoridades francesas y sirias se había deteriorado subtancialmente: le habían pedido que hiciera una declaración pública de apoyo a Gran Bretaña y Francia, lo que le obligó a retirarse al Reino de Irak. En junio de 1939, después del fracaso de la revuelta, la política de Husseini de matar sólo a los traidores probados cambió a una de liquidar a todos los sospechosos, incluso a los miembros de su propia familia, según un informe de la inteligencia británica.
La rebelión duró hasta marzo de 1939, cuando finalmente fue sofocada por las tropas británicas, asistidas por fuerzas sionistas, gracias a que disfrutaban de una ventaja de 10/1 sobre los palestinos. Al-Husseini estaba tan deprimido por el resultado y la pérdida personal de muchos amigos y familiares, que pensó en suicidarse, según el alto comisionado francés en el Líbano. No obstante, la revuelta obligó a Gran Bretaña a hacer importantes concesiones a las demandas árabes. La inmigración judía continuaría pero bajo estrictas restricciones, con una cuota de 75 000 plazas repartidas en los cinco años siguientes. Al expirar este período, una mayor inmigración judía dependería del consentimiento árabe. Además de los disturbios locales, otro factor clave para provocar un cambio decisivo en la política británica fueron los preparativos de la Alemania nazi para una guerra en Europa, que se convertiría en un conflicto mundial. En el pensamiento estratégico británico, asegurar la lealtad y el apoyo del mundo árabe asumió una importancia de cierta urgencia. Si bien el apoyo judío parecía incuestionable, el respaldo árabe en un nuevo conflicto global no estaba en absoluto garantizado. Al prometer eliminar gradualmente la inmigración judía a Palestina, Gran Bretaña esperaba recuperar el apoyo de los vacilantes árabes.
Husseini, aliado de elementos radicales en el exilio, procedentes de familias palestinas de provincias, convenció al Alto Comité Árabe, en contra de las familias palestinas moderadas que estaban dispuestas a aceptarlo, de rechazar el Libro Blanco de 1939, que había recomendado un Estado de mayoría árabe y el fin de la construcción de un hogar nacional judío. El rechazo se basaba en su aparente fracaso en prometer el fin de la inmigración; se pensaba que la política agraria que defendía proporcionaba remedios imperfectos y la independencia prometida parecía depender del consentimiento y la cooperación de los judíos. Husseini, que también tenía intereses personales amenazados por estos acuerdos, también temía que la aceptación fortaleciera la posición de sus oponentes políticos en el movimiento nacional palestino, como los Nashashibis. Schwanitz y Rubin argumentaron que Husseini tuvo una gran influencia sobre Hitler y que su rechazo fue, irónicamente, el verdadero factor causal para el establecimiento del Estado de Israel, una tesis que Mikics, que considera a Husseini como un «antisemita radical», considera «sorprendente» y «tonto», ya que lógicamente implicaría la tesis colateral de que el movimiento sionista desencadenó el Holocausto.

## Segunda Guerra Mundial

### Al-Husseini en Irak e Irán
Con el estallido de la Segunda Guerra Mundial en septiembre de 1939, el gobierno iraquí cumplió con la exigencia británica de romper relaciones diplomáticas con Alemania, internó a todos los ciudadanos alemanes e introdujo medidas de emergencia que pusieron a Irak prácticamente en pie de guerra. Mientras tanto, al-Husseini había salido silenciosamente de Beirut con su familia el 14 de octubre de 1939 y llegó a Bagdad dos días después. Allí fue recibido como el principal nacionalista árabe de su época y heredero del rey Fáisal, el fundador del Irak moderno.
Un círculo de siete oficiales que se oponían a esta decisión del gobierno y a las medidas tomadas lo invitaron, con el acuerdo de Nuri al-Said, a Irak, donde desempeñaría un papel influyente durante los dos años siguientes. Nuri al-Said esperaba negociar ciertas concesiones sobre Palestina con los británicos a cambio de una declaración de apoyo a Gran Bretaña. Un cuadrunvirato de cuatro generales más jóvenes entre los siete oficiales, tres de los cuales habían servido con al-Husseini en la Primera Guerra Mundial, eran hostiles a la idea de subordinar los intereses nacionales iraquíes a la estrategia y los requisitos de guerra de Gran Bretaña. Respondieron a las altas expectativas públicas de lograr la independencia de Gran Bretaña y a una profunda frustración por el trato que este último daba a los palestinos.
En marzo de 1940, el nacionalista Rashid Ali reemplazó a Nuri as-Said y realizó una serie de contactos encubiertos con representantes alemanes en el Medio Oriente, aunque todavía no era un partidario abiertamente pro Eje, el secretario personal de al-Husseini, Kemal Hadad, actuó como enlace entre las potencias del Eje y esos oficiales.
A medida que la situación europea para los aliados se deterioraba, Husseini aconsejó a Irak que cumpliera al pie de la letra su tratado con Gran Bretaña y evitara verse arrastrado a la guerra para así conservar sus energías para la liberación de los países árabes. Sin embargo, si Rusia, Japón e Italia se pusieran del lado de Alemania, los iraquíes deberían proclamar una revuelta en Palestina. En julio de 1940, el coronel S. F. Newcombe logró llegar a un acuerdo con Nuri al-Said, entonces ministro de Asuntos Exteriores, y con los palestinos Jamal al-Husayni y Musa al-Alami en el sentido de que los árabes palestinos respaldarían a Gran Bretaña y darían su consentimiento al Libro Blanco de 1939 a cambio de una implementación inmediata de la cláusula relativa a la independencia del país. Irak se comprometió a colocar la mitad de su ejército bajo mando aliado fuera de las fronteras del país. Sin embargo, el 29 de agosto, los británicos incumplieron el acuerdo, al que Husseini se había opuesto con vehemencia inicialmente hasta que el gobierno iraquí ejerció presión sobre él. Los británicos dieron marcha atrás por temor a la reacción hostil que el acuerdo pudiera provocar entre los judíos de Palestina y entre los judíos estadounidenses, cuya opinión era importante si Gran Bretaña quería conseguir el apoyo estadounidense en la guerra. Ese verano, Gran Bretaña abandonó todos los intentos de negociar con al-Husseini, por lo que este decidió unirse a Alemania.  Mientras tanto, la insatisfacción de al-Husseini con la política pro británica de Nuri se vio exacerbada por la negativa de este último a intervenir ante los británicos en nombre de las familias, a todas las cuales conocía, de treinta y nueve palestinos que habían sido condenados a muerte en juicios secretos, porque, en opinión de Husseini, el crimen que habían cometido era defender a su país.
El 23 de mayo de 1940, Pinhas Rutenberg había sugerido a un funcionario británico, Bruce Lockhart, que asesinaran a al-Husseini. La idea fue ampliamente discutida sólo meses después. La Oficina de Guerra y Winston Churchill aprobaron formalmente su asesinato en noviembre de ese año, pero la propuesta fue archivada después de que surgieran objeciones del Ministerio de Relaciones Exteriores, preocupado por el impacto que podría tener un atentado contra su vida en Irak, donde su resistencia contra los británicos era ampliamente admirada. Después del golpe de estado de abril de 1941, los británicos pidieron ayuda a la organización terrorista sionista Irgún, después de que el general Percival Wavell liberara a uno de sus comandantes, David Raziel, de su encarcelamiento en Palestina. Le preguntaron si se comprometería a matar o secuestrar a al-Husseini y destruir las refinerías de petróleo de Irak. Raziel aceptó con la condición de que se le permitiera secuestrar a al-Husseini. Raziel y otros militantes del Irgún fueron trasladados en avión a la base de la RAF en Habbaniyya, donde murió dos días después, el 20 de mayo de 1941, cuando el coche en el que viajaba fue ametrallado por un avión alemán.
Al-Husseini utilizó su influencia y sus vínculos con los alemanes para promover el nacionalismo árabe en Irak. Estuvo entre los promotores clave del club panárabe Al-Muthanna y apoyó el golpe de estado de Rashid Ali en abril de 1941. Cuando estalló la guerra anglo-iraquí, durante la cual Gran Bretaña utilizó una fuerza móvil palestina de británicos y tropas judías y unidades de la Legión Árabe utilizó su influencia para emitir una fatwa a favor de una guerra santa contra Gran Bretaña. La situación de los judíos de Irak se deterioró rápidamente y se produjeron extorsiones y, en ocasiones, asesinatos. Tras la derrota iraquí y el colapso del gobierno de Rashid Ali, el pogromo de Farhud en Bagdad, liderado por miembros del Club Al-Muthanna, que había servido como conducto para la financiación de la propaganda alemana, estalló en junio de 1941. Fue el primer pogromo iraquí en un siglo, alimentado por violentos sentimientos antijudíos agitados durante la década anterior por el conflicto en curso entre árabes y judíos en Palestina.
Cuando la resistencia iraquí colapsó (dada su escasez, la ayuda alemana e italiana jugó un papel insignificante en la guerra) al-Husseini escapó de Bagdad el 30 de mayo de 1941 en dirección a Irán (junto con Rashid Ali), donde se le concedió asilo extraterritorial. El 8 de octubre, tras la ocupación de Persia por los aliados y después de que el nuevo gobierno del sah Mohammad Reza Pahleví rompiera relaciones diplomáticas con las potencias del Eje, quedó bajo protección italiana. En una operación organizada por la Inteligencia Militar italiana (Servizio Informazioni Militari, o SIM) viajó a través de Turquía —aunque no se le dio permiso ni visa para ingresar en el país— con la ayuda de diplomáticos italianos y japoneses para llegar a Bulgaria y finalmente a Italia.

### Colaboración con la Alemania nazi
Llegó a Roma el 10 de octubre de 1941, donde expuso sus propuestas ante el diplomático Ubaldo Alberto Mellini Ponce de León. Con la condición de que las potencias del Eje «reconozcan en principio la unidad, independencia y soberanía de un Estado árabe, incluidos Irak, Siria, Palestina y Transjordania», ofreció a cambio su apoyo en la guerra contra Gran Bretaña y manifestó su voluntad de discutir las cuestiones de «los Lugares Santos, el Líbano, el Canal de Suez y Áqaba». El Ministerio de Asuntos Exteriores italiano aprobó su propuesta, recomendó darle una subvención de un millón de liras y lo remitió a Benito Mussolini, quien se reunió con él el 27 de octubre. Según el relato de al-Husseini, fue una reunión amistosa en la que Mussolini expresó su hostilidad hacia los judíos y el sionismo.
En el verano de 1940 y nuevamente en febrero de 1941, presentó al gobierno de la Alemania nazi un proyecto de declaración de cooperación árabe-alemana, que contenía una única cláusula:

Alemania e Italia reconocen el derecho de los países árabes a resolver la cuestión de los elementos judíos que existen en Palestina y en los demás países árabes, como lo exigen las diferencias nacionales y étnicas (völkisch) de los intereses de los árabes, y como la cuestión judía se resolvió en Alemania e Italia.

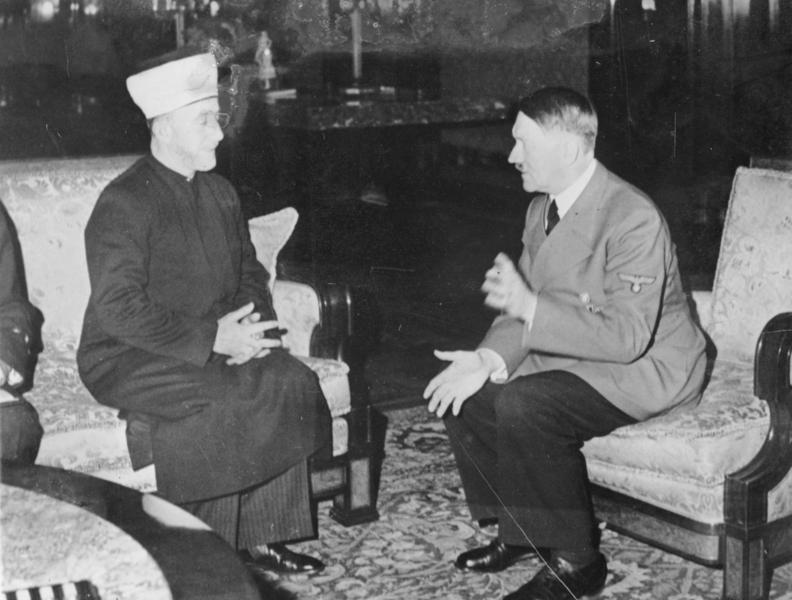
Reunión de Amin al-Husseini con Adolf Hitler en la Cancillería del Reich el 28 de noviembre de 1941

Alentado por su reunión con el líder italiano, el muftí preparó un proyecto de declaración, afirmando el apoyo del Eje a los árabes el 3 de noviembre. En tres días, la declaración, ligeramente modificada por el Ministerio de Asuntos Exteriores italiano, recibió la aprobación formal de Mussolini y fue enviada a la embajada alemana en Roma. El 6 de noviembre de 1941, un avión alemán lo llevó a Berlín, donde discutió el texto de la declaración con Ernst von Weizsäcker y otros altos funcionarios alemanes. En el borrador final, que difería sólo marginalmente de su propuesta original, las potencias del Eje declaraban su disposición a aprobar la eliminación (Beseitigung) del hogar nacional judío en Palestina.
El 20 de noviembre, se reunió con el ministro de Asuntos Exteriores alemán Joachim von Ribbentrop y el 28 de noviembre, en presencia de Ribbentrop, Fritz Grobba y dos intérpretes alemanes fue recibido oficialmente por Adolf Hitler en la Cancillería del Reich. Posteriormente Hitler, recordando a Husseini, comentó que «tiene más de un ario entre sus antepasados y uno que puede descender de la mejor estirpe romana». Pidió a Adolf Hitler una declaración pública que «reconociera y simpatizara con las luchas árabes por la independencia y la liberación y que apoyara la eliminación de la patria nacional judía». Hitler se negó a hacer tal anuncio público, diciendo que fortalecería a los gaullistas contra la Francia de Vichy, pero pidió a al-Husseini «guardar... en lo profundo de su corazón» los siguientes puntos, que Christopher Browning resume de la siguiente manera:

Alemania ha decidido, paso a paso, pedir a una nación europea tras otra que resuelva su problema judío y, en el momento adecuado, dirigir también un llamamiento similar a las naciones no europeas. Cuando Alemania haya derrotado a Rusia y atravesado el Cáucaso hacia el Medio Oriente, no tendría más objetivos imperiales propios y apoyaría la liberación árabe... Pero Hitler tenía un objetivo. "El objetivo de Alemania sería entonces únicamente la destrucción del elemento judío que reside en la esfera árabe bajo la protección del poder británico". (Das deutsche Ziel würde dann lediglich die Vernichtung des im arabischen Raum unter der Protektion der britischen Macht lebenden Judentums sein).

Fritz Grobba, que hasta hacía poco había sido embajador de Alemania en Irak, escribió un acta separada de la reunión. Su versión de las palabras cruciales dice: «cuando llegue la hora de la liberación árabe, Alemania no tiene allí ningún interés más que la destrucción del poder que protege a los judíos».
El propio relato de Al-Husseini sobre este punto, tal como está registrado en su diario, es muy similar al de Grobba. Sin embargo, según el relato de Amin, cuando Hitler expuso su opinión de que los judíos eran responsables de la Primera Guerra Mundial, del marxismo y sus revoluciones, y que por eso la tarea de los alemanes era perseverar en una batalla sin piedad contra los judíos, respondió: «Nosotros los árabes pensamos que el sionismo, no los judíos, es la causa de todos estos actos de sabotaje», a lo que Hitler respondió que los árabes son un pueblo sentimental y que sus creencias tienen una base científica. Hitler diría más tarde que estaba impresionado con la prudencia del muftí.
En sus memorias, el muftí, describió con gran detalle, toda la pompa de la recepción que le brindaron los alemanes:

No me esperaba que mi recepción en la famosa Cancillería tuviese carácter oficial, sino que sólo fuera un encuentro privado con el Führer. Nada más llegar a la amplia plaza de delante de la Cancillería y bajarme del coche en la entrada del gran edificio, me sobresaltó el sonido de una banda militar y de una guardia de honor de unos doscientos soldados alemanes que había en la plaza. Mis escoltas de Asuntos Exteriores me invitaron a pasar revista a la guardia, y así lo hice. A continuación, entramos en la Cancillería y recorrimos sus largas columnatas e impresionantes portales hasta llegar al gran salón de recepciones. Allí me saludó el jefe de protocolo, que al poco me condujo a la habitación especial del Führer. Hitler me dio una calurosa bienvenida con expresión alegre, ojos expresivos y evidente dicha.

A pesar de lo que algunos escritores e historiadores han especulado sobre el alcance de esta reunión, en realidad su conversación se limitó a un mero intercambio de cortesías, promesas vagas y a la afirmación de que ambos luchaban contra enemigos comunes, esto es los británicos, judíos y bolcheviques. Cuando el muftí le solicitó a Hitler que le diera una garantía por escrito de que los alemanes estaban dispuestos a conceder a las naciones árabes la independencia, esté se mostró evasivo y cuando al-Husseini insistió, Hitler le dijo que aún era pronto para hablar de ese tipo de cuestiones, pero insistió en su «inflexible lucha contra los judíos», incluidos los que vivían en tierras árabes.

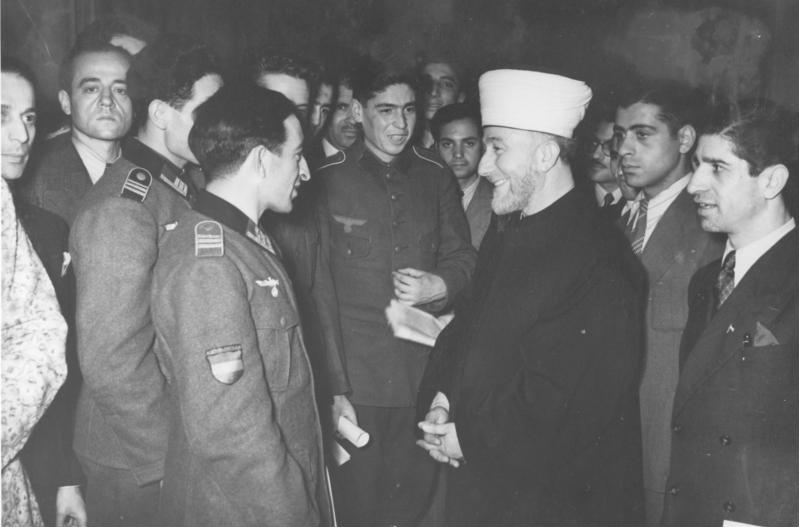
Al-Husseini se reunió con voluntarios musulmanes, incluida la Legión Azerbaiyana, en la inauguración del Instituto Central Islámico en Berlín el 18 de diciembre de 1942, durante la fiesta musulmana del Eid al-Adha.

En diciembre de 1942, pronunció un discurso en la celebración de la inauguración del Instituto Central Islámico (Islamisches Zentralinstitut) en Berlín, de la que fue presidente honorario. En el discurso, criticó duramente a quienes consideraba agresores contra los musulmanes, es decir, «judíos, bolcheviques y anglosajones». En el momento de la apertura del Instituto, se estima que había apenas 3000 musulmanes en Alemania, incluidos 400 alemanes conversos. El Instituto dio a los musulmanes de Alemania vínculos institucionales con el «Tercer Reich».
Fritz Grobba escribió el 17 de julio de 1942 que el propio al-Husseini había visitado el campo de concentración de Oranienburg y que «los judíos despertaron un interés particular entre los árabes... Todo causó una impresión muy favorable a los árabes». Esto se cita para confirmar la opinión de que un colaborador de al-Husseini, junto con tres colaboradores del ex primer ministro iraquí, seguramente debieron haber visitado el campo de concentración de Sachsenhausen como parte de un «curso de entrenamiento» de la policía secreta alemana en julio de 1942. En aquella época, el campo de Sachsenhausen, creado por las autoridades nazis como «campo modelo» para ser exhibido tanto ante visitantes nacionales como extranjeros, albergaba a un gran número de judíos, pero no se transformó en un campo de exterminio hasta el año siguiente. Durante su recorrido, el campo fue presentado como una institución reeducativa, y se les mostró la alta calidad de los objetos fabricados por los reclusos, y los felices prisioneros rusos que, reformados para luchar contra el bolchevismo, desfilaron cantando y vistiendo alegres uniformes nuevos. Salieron del campo muy impresionados por su programa de adoctrinamiento educativo. En sus memorias, recuerda que le contó a Himmler lo sorprendido que estaba al observar a los kapos judíos abusando de sus compañeros judíos y que Himmler afirmó que había castigado a los culpables.
En general, después de haber proporcionado muchos fondos a al-Huysayni y su séquito, recibía un salario mensual de al menos 90 000 reichsmarks y tenía a su disposición varias residencias, los alemanes estaban insatisfechos con el retorno de su inversión. Era muy reservado acerca de sus redes de contactos en Medio Oriente y la Abwehr se quejó de que no les había dado «prácticamente ninguna información militar de valor». A medida que la Abwehr se desencantó, en 1943 al-Husayni gravitó hacia las SS.

#### Operación Atlas
La Operación ATLAS fue una operación de sabotaje. Se creó una unidad especial de comando de las Waffen SS, compuesta por tres miembros de la secta religiosa Templer en Palestina y dos árabes palestinos reclutados entre los asociados de Al-Husseini, Hasan Salama y Abdul Latif (que había editado los discursos de radio del muftí en Berlín). Se ha establecido que la misión, informada por al-Husseini antes de la partida, tenía como objetivo establecer una base de recopilación de inteligencia en Palestina, enviar información por radio a Alemania y comprar apoyo entre los árabes palestino, reclutarlos y armarlos para fomentar tensiones entre judíos y árabes, perturbar a las autoridades del Mandato y atacar objetivos judíos.
El plan terminó en un fiasco: recibieron una fría recepción en Palestina, tres de los cinco infiltrados fueron rápidamente detenidos y el equipo que portaban confiscado. Los británicos encontraron el cargamento que habían lanzado desde el aire, que consistía en metralletas, dinamita, equipo de radio, 5000 libras esterlinas, una máquina multicopista, un diccionario alemán-árabe y un folleto de propaganda, y una cierta cantidad de veneno. Michael Bar-Zohar y Eitan Haber afirmaron que la misión incluía un plan para envenenar el suministro de agua de Tel Aviv,sin embargo no hay rastro alguno de ese complot de envenenamiento en ninguna de las biografías, palestinas o israelíes, de Husseini, ni ningún documento que avale esa teoría.

#### Propaganda

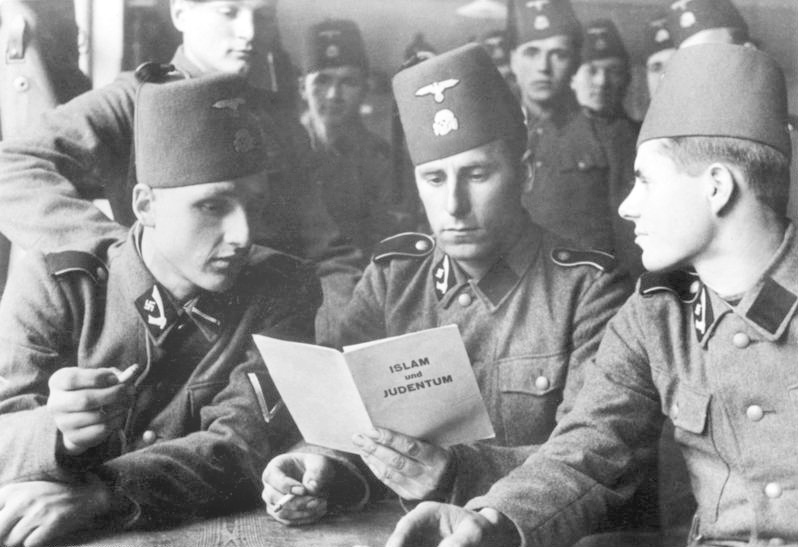
Soldados bosnios de la 13.ª División SS leyendo el panfleto de Husseini «islam y judaísmo»

Durante la Segunda Guerra Mundial, al-Husseini trabajó para las potencias del Eje como propagandista en la radio dirigida a la opinión pública árabe. A él se unieron otros árabes como Fawzi al-Qawuqji y Hasan Salama. Al muftí se le pagaba «una auténtica fortuna» de 50 000 marcos al mes (cuando un mariscal de campo alemán ganaba 25 000 marcos al año), el quivalente hoy en día a $12 000 000 anuales. Por dicha razón Walter Winchell lo llamó «el Lord Haw-Haw árabe». A pesar de la enorme inversión realizada por las autoridades alemanas sólo unos 6300 soldados árabes acabaron siendo entrenados por las organizaciones militares alemanas, de los cuales no más de 1300 procedían de Palestina, Siria e Irak en conjunto. En cambio, Gran Bretaña logró reclutar a 9000 soldados árabes sólo de Palestina y un cuarto de millón de soldados norteafricanos sirvieron en el Cuerpo Expedicionario Francés, donde constituyeron la mayoría de sus efectivos y de sus muertos y heridos.
El muftí también escribió un panfleto para la 13.ª División de Montaña SS Handschar, titulado Islam i Židovstvo (islam y judaísmo) que cerraba con un hadiz  de Abu Hurairah, que decía: 

El Día del Juicio sólo llegará cuando los musulmanes se conviertan en judíos: lleno de peleas y cuando cada árbol, detrás del cual haya un judío escondido, le dirá a un musulmán: "Él está detrás de mí judío, mata a la chica" Sólo el árbol farkad, que es un pequeño arbusto con muchas espinas, y crece en las cercanías de Jerusalén, ¿no Ud. ¡Participa en eso, porque será un árbol judío!».

Algunos relatos afirman que la Handschar fue responsable de la muerte del 90 % de los judíos bosnios. Sin embargo, eso no es cierto ya que las unidades de la Handschar fueron desplegadas sólo después de que la mayoría de los judíos de Croacia hubieran sido deportados o exterminados por el régimen colaboracionista de los Ustacha. Sin embargo, un informe sobre una patrulla Handschar que asesinó a algunos civiles judíos en Zvornik en abril de 1944 después de que se revelara su verdadera identidad es plausible.
El 1 de marzo de 1944, en una retrasmisión en Radio Berlín, Al-Husseini dijo: «Árabes, levántense como un solo hombre y luchen por sus derechos sagrados. Maten a los judíos dondequiera que los encuentren. Esto agrada a Dios, a la historia y a la religión. Esto salva su honor. Dios está con ustedes»
Investigadores como Jeffrey Herf, Meir Zamir y Hans Goldenbaum coinciden en la importancia del esfuerzo propagandístico alemán en Oriente Medio y el norte de África. Las últimas investigaciones sobre las emisiones de radio masivas e influyentes pudieron demostrar «que los textos fueron proporcionados por personal alemán y no, como a veces se cree, por los lectores de las emisiones en árabe [...]». Goldenbaum escribió «que el hombre que durante mucho tiempo fue considerado el musulmán más importante del Reich, Mohammed Amin al-Husayni, el muftí de Jerusalén, no desempeñó ningún papel particularmente importante en este caso. A pesar de que sus discursos en árabe fueron transmitidos por Radio Berlín y siempre fue presentado como un modelo a seguir, al-Husayni no tuvo ninguna influencia en el contenido transmitido». Goldenbaum concluyó que «los árabes en general no parecían ser socios con iguales derechos, sino destinatarios secundarios de la propaganda y las órdenes. La cooperación nunca fue más allá de la destacada batalla común contra el colonialismo».

#### Reclutamiento

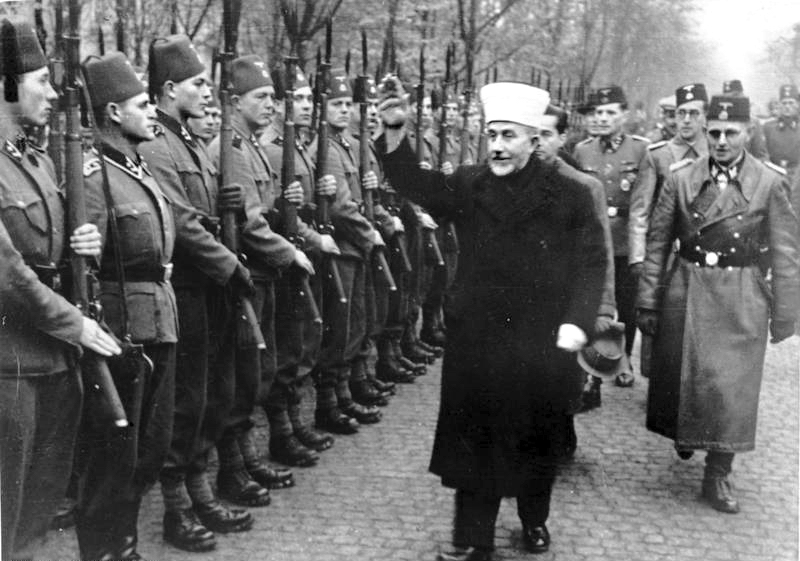
Al-Husseini saluda a los voluntarios bosnios de las Waffen-SS con el saludo nazi. A la derecha está el general de las SS Karl-Gustav Sauberzweig.

Entre los dirigentes nazis, el mayor interés en la idea de crear unidades musulmanas bajo mando alemán lo mostró Heinrich Himmler, que veía al mundo islámico como un aliado potencial contra el Imperio británico y consideraba al Estado Independiente de Croacia, un Estado títere nazi, como un «estado ridículo». Himmler tenía una visión romántica del Islam como una fe que «fomentaba soldados valientes» y esto probablemente jugó un papel importante en su decisión de crear tres divisiones musulmanas bajo el liderazgo alemán en los Balcanes, compuestas por reclutas musulmanes bosnios y albaneses: la 13.ª División de Montaña SS Handschar,la 21.ª División de Montaña SS Skanderbeg y la 23.ª División de Montaña Waffen-SS Kama. Impulsadas por el conflicto interétnico que se produjo en los Balcanes tras la conquista alemana, las comunidades judía, croata, romaní, serbia y musulmana de la región sufrieron enormes pérdidas de vidas,
los musulmanes bosnios perdieron alrededor de 85.000 personas solo por las operaciones genocidas de limpieza étnica de los Chetniks.
En estas circunstancias, los musulmanes tenían tres opciones: unirse a la Ustacha croata, a los partisanos yugoslavos o crear unidades de defensa locales. Siguiendo la tradición de servicio en los antiguos regimientos bosnios del antiguo ejército austrohúngaro, optaron por una alianza con Alemania, que les prometía autonomía. Husseini, después de recibir peticiones de los líderes musulmanes bosnios, estaba bien informado de su difícil situación.
Insatisfecho con el bajo número de alistamientos, Himmler pidió al muftí que interviniera. Este negoció, hizo varias peticiones, en su mayoría ignoradas por las SS, y realizó varias visitas a la zona. Sus discursos y su autoridad carismática resultaron decisivos para mejorar notablemente el alistamiento. En un discurso declaró que:

Los países que sufren bajo el yugo británico y bolchevique esperan con impaciencia el momento en que las potencias del Eje salgan victoriosas. Debemos dedicarnos a una lucha incesante contra Gran Bretaña, esa mazmorra de pueblos, y a la destrucción completa del Imperio británico. Debemos dedicarnos a una lucha incesante contra la Rusia bolchevique porque el comunismo es incompatible con el Islam.

Un oficial de las SS que informó sobre sus impresiones sobre el discurso del muftí en Sarajevo dijo que Husseini era reservado sobre la lucha contra el bolchevismo, siendo sus principales enemigos los colonos judíos en Palestina y los ingleses. Durante una visita en julio de 1943, el mufti dijo: «La cooperación activa de los 400 millones de musulmanes del mundo con sus leales amigos, los alemanes, puede tener una influencia decisiva en el resultado de la guerra. Ustedes, mis musulmanes bosnios, son la primera división islámica [y] sirven como ejemplo de colaboración activa... El enemigo de mi enemigo es mi amigo». En otra ocasión, Himmler, dirigiéndose a la unidad, declaró: «Alemania [y] el Reich han sido amigos del Islam durante los últimos dos siglos, no por conveniencia sino por convicciones amistosas. Tenemos los mismos objetivos».

## Posguerra y últimos años

### Arresto y huida
El 7 de mayo de 1945, unas pocas horas antes de la rendición incondicional de Alemania. Al-Husayni huyó a Bad Gastein donde subió a un avión de trasporte ligero Siebel Si 204 que lo llevó a Suiza donde intentó obtener asilo, pero las autoridades suizas rechazaron su solicitud y lo entregaron a los franceses. El 19 de mayo estos lo llevaron a Saint-Maur-des-Fossés en la región de París, donde lo alojaron en una lujosa villa y lo pusieron bajo arresto domiciliario.
Henri Ponsot, antiguo embajador de Francia en Siria, dirigió las conversaciones con él y tuvo una influencia decisiva en los acontecimientos. Las autoridades francesas esperaban una mejora del estatus de Francia en el mundo árabe a través de sus intermediarios y le concedieron «condiciones especiales de detención, beneficios y privilegios cada vez más importantes y se preocuparon constantemente por su bienestar y el de su entorno». En octubre incluso obtuvo permiso para comprar un coche a nombre de una de sus secretarias y disfrutó de cierta libertad de movimiento y también pudo encontrarse con quien quisiera. Al-Husseini propuso a los franceses dos posibilidades de cooperación: «o una acción en Egipto, Irak e incluso Transjordania para calmar el entusiasmo antifrancés tras los acontecimientos en Siria y por su dominio en el norte de África; o que tomaría la iniciativa iniciativa de provocaciones en [Palestina], en Egipto y en Irak contra Gran Bretaña», para que los países árabes presten más atención a la política británica que a la de Francia. Quedó muy satisfecho con su situación en Francia y permaneció allí durante un año completo.
Ya el 24 de mayo, Gran Bretaña solicitó la extradición de al-Husseini, argumentando que era un ciudadano británico que había colaborado con los nazis. A pesar de que estaba en la lista de criminales de guerra, Francia decidió considerarlo prisionero político y se negó a cumplir con la petición británica. También se negaron a extraditarlo a Yugoslavia donde el gobierno quería procesarlo por las masacres de serbios. Poussot creía en las afirmaciones de al-Husseini de que la masacre de serbios había sido realizada por el general Mihailovic y no por él. También explicó que 200 000 musulmanes y 40 000 cristianos habían sido asesinados por los serbios y que había establecido una división de soldados sólo después de que los musulmanes bosnios le pidieran ayuda, y que los alemanes e italianos se habían negado a proporcionarles cualquier apoyo. Mientras tanto, los representantes sionistas, temiendo que escapara, respaldaron la solicitud de extradición de Yugoslavia. Afirmaron que también fue responsable de masacres en Grecia y señalaron su acción contra los aliados en Irak en 1941; adicionalmente solicitaron el apoyo de Estados Unidos en el asunto.
Algunos miembros de la Agencia Judía, que detestaban a Husseini debido a su condición de colaborador de los nazis y que eran conscientes de que los estados competían para emplear nazis y colaboradores nazis, reunieron documentación sobre sus supuestos crímenes de guerra y sobre su papel en el Holocausto. Para evitar su reintegro a una posición de liderazgo en Palestina, en un intento de arrestarlo y procesarlo, y en el contexto de un ejercicio intensivo de relaciones públicas para establecer un estado judío en la Palestina del Mandato. La reputación de Haj Amin al-Husseini entre los judíos en el período inmediato de posguerra queda indicada por la observación de Raul Hilberg de que cuando se debatió la culpabilidad de la destrucción de los judíos europeos en 1945, al-Husseini fue el único individuo específico seleccionado para ser juzgado.
En junio de 1945, los líderes del Yishuv decidieron eliminar a al-Husseini. Aunque fue localizado por miembros del ejército judío que comenzaron a planear su asesinato, la misión fue cancelada en diciembre por Moshé Sharet o bien por David Ben-Gurión, probablemente porque temían convertir al Gran Mufti en un mártir.
Se lanzó una campaña de intimidación para convencer al muftí de que, a petición de Léon Blum, sería entregado a los británicos. En septiembre, los franceses decidieron organizar su traslado a un país árabe. Se consideró a Egipto, Arabia Saudita o Yemen y se establecieron contactos diplomáticos con sus autoridades y con la Liga Árabe.
El 29 de mayo, después de que un influyente marroquí organizara su fuga y la policía francesa suspendiera su vigilancia, al-Husseini huyó de Francia en un vuelo comercial de TWA hacia El Cairo utilizando documentos de viaje proporcionados por un político sirio cercano a los Hermanos Musulmanes. Pasaron más de 12 días hasta que el ministro de Asuntos Exteriores francés se diera cuenta de que había huido y los británicos no pudieron detenerlo en Egipto, después de que ese país le concediera asilo político.
El 12 de agosto de 1947, al-Husseini escribió al ministro de Asuntos Exteriores francés, Georges Bidault, agradeciendo a Francia su hospitalidad y sugiriendo que el país galo continuara con esta política para aumentar su prestigio ante los ojos de todos los musulmanes. En septiembre, una delegación del Alto Comité Árabe viajó a París y propuso que los árabes adoptaran una posición neutral sobre la cuestión del norte de África a cambio del apoyo de Francia en la cuestión palestina.

### Liderazgo político palestino de posguerra
En noviembre de 1945, por iniciativa de la Liga Árabe, se restableció el «Comité Superior Árabe» (AHC) como órgano ejecutivo supremo que representaba a los árabes en la Palestina del Mandato. Este Comité de doce miembros incluía a partidarios de Husseini y algunos miembros de partidos políticos que se oponían al Gran Mufti y sus aliados. La disputa entre su partidarios y opositores se intensificó con el regreso de Jamal al Husseini a Oriente Medio y su reanudación de la actividad política.  En marzo de 1946, el AHC se disolvió y luego Jamal lo reconstituyó como una organización compuesta exclusivamente por aliados políticos y familiares de Husseini. Los ministros de Asuntos Exteriores de la Liga Árabe intervinieron en mayo de 1946 reemplazando tanto al AHC como al «Frente Superior Árabe» opositor por el «Alto Ejecutivo Árabe» (AHE) el cual debía representar a los árabes palestinos. Haj Amin al Husseini fue el presidente de la AHE, aunque estuvo ausente, y Jamal actuó como vicepresidente. La facción de Husseini dominaba el AHE de nueve miembros. Posteriormente, al-Husseini regresó a Egipto y comenzó su liderazgo práctico de los árabes palestinos mientras residía en El Cairo. El nombre de AHE volvió a cambiar a AHC en enero de 1947.

### Guerra árabe-israelí de 1948

#### La resolución de partición de la ONU

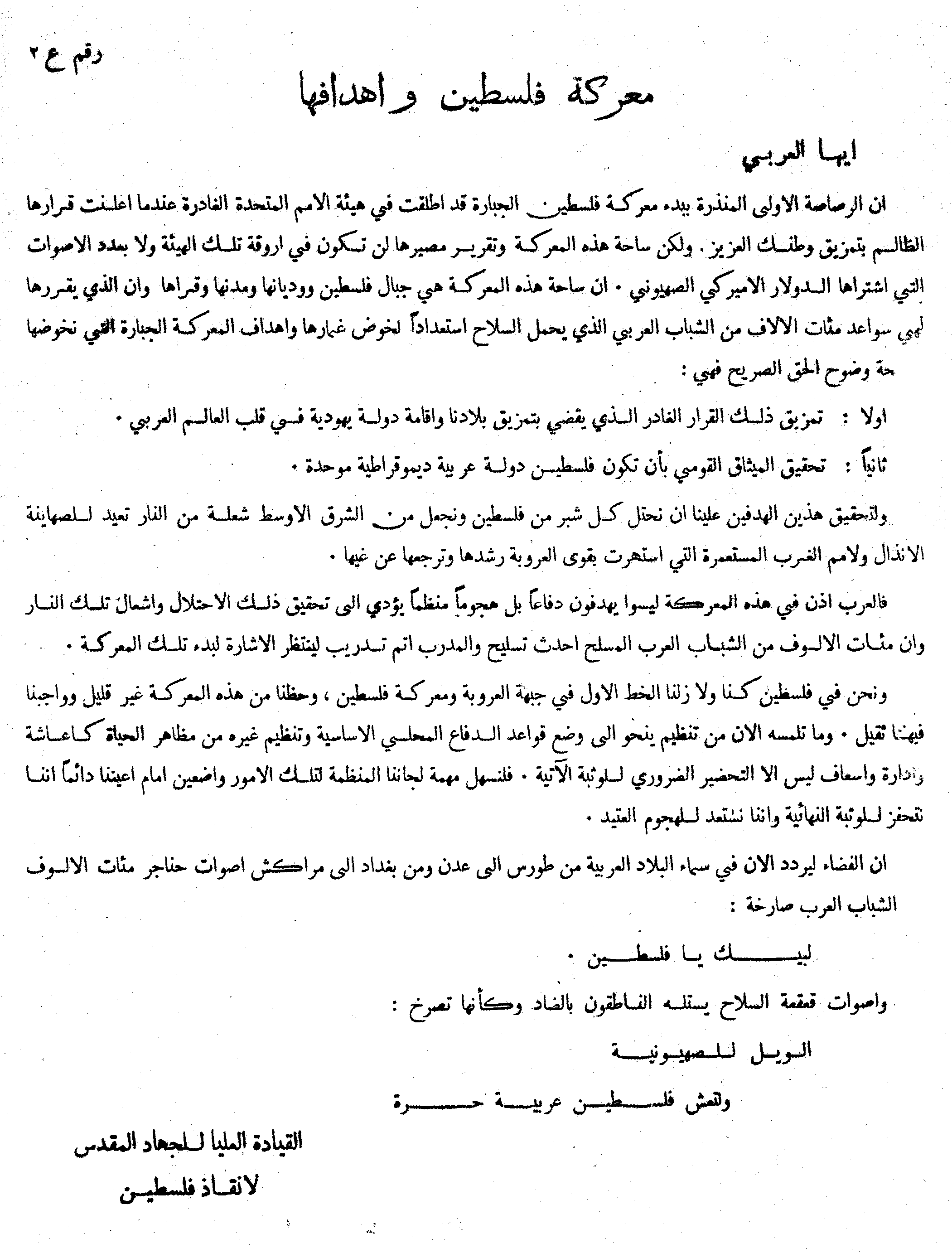
Un folleto, distribuido después de la resolución de partición de la ONU, por el Alto Mando del Mufti, que llama a los árabes a atacar y conquistar toda Palestina, a incendiar todo Medio Oriente y restringir la resolución de partición de la ONU.

Cuando el Comité Especial de Naciones Unidas para Palestina entregó sus recomendaciones para la partición de Palestina, el Alto Comisionado de Palestina, Alan Cunningham envió emisarios a El Cairo para sondear a al-Husseini, aunque transfirió cualquier poder de Estado para él era impensable. Musa Alami supuso que el Muftí aceptaría la partición si le prometían que gobernaría el futuro Estado árabe. Según Issa Khalaf no hay indicios que respalden esa afirmación.
La reputación de al-Husseini en tiempos de guerra se utilizó como argumento para el establecimiento de un Estado judío durante las deliberaciones de la ONU en 1947. El semanario estadounidense The Nation Associates bajo la dirección de Freda Kirchwey prepararon un folleto de nueve páginas con anexos para las Naciones Unidas titulado: El Alto Comité Árabe, sus orígenes, personal y propósitos. Este folleto incluía copias de comunicaciones entre Haj Amin al-Husseini y nazis de alto rango (como, Heinrich Himmler, Franz von Papen, Joseph Goebbels), el diario de al-Husseini sobre su encuentro con Hitler, varias cartas a funcionarios alemanes en varios países donde solicitaba que a los judíos nunca se les permitirá emigrar de Europa a un hogar judío en Palestina, y muchas fotografías de al-Husseini, Rashid Ali y otros políticos árabes en compañía de nazis y sus aliados italianos y japoneses. Afirmaba demostrar que los nazis alemanes y los políticos palestinos (algunos de los cuales solicitaban reconocimiento de la ONU en 1947 como representantes de la población árabe palestina) habían hecho causa común durante la Segunda Guerra Mundial en su oposición al establecimiento de un Estado judío en Palestina. En mayo de 1948, el gobierno israelí agradeció a Kirchwey por «tener una buena y honorable parte de nuestro éxito», al menos en parte como consecuencia de la distribución de información sobre al-Husseini a los representantes de la ONU.
En vísperas de la partición de la Palestina del Mandato por parte de las Naciones Unidas, el rey Abdalá que compartía con los sionistas una hostilidad hacia el nacionalismo palestino, alcanzó un acuerdo secreto con Golda Meir para frustrar a al-Husseini y anexar la parte de Palestina a cambio de que Jordania abandonara su oposición al establecimiento de un Estado judío. La reunión, en palabras de Shlaim, «sentó las bases para una partición de Palestina siguiendo líneas radicalmente diferentes de las finalmente previstas por las Naciones Unidas».
La popularidad de Husseini en el mundo árabe había aumentado durante su tiempo con los nazis, y los líderes árabes se apresuraron a saludarlo a su regreso, y las masas le brindaron una recepción entusiasta, una actitud que cambiaría rápidamente después de la derrota de 1948. Escribe Elpeleg que «hasta cierto punto» Husseini fue elegido como «chivo expiatorio» de esta derrota.

#### La guerra

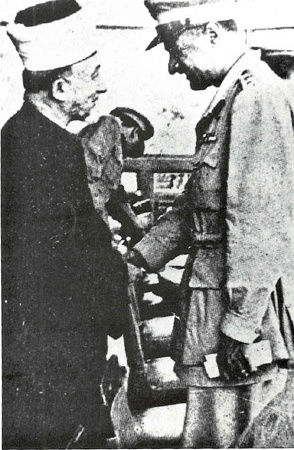
Haj Amin al-Husseini se reúne con Gamal Abdel Nasser, el futuro presidente egipcio en 1948

El 31 de diciembre de 1947, Macatee, el cónsul general estadounidense en Jerusalén, informó que el terror gobernaba Palestina y que la partición era la causa de ese terror. Según Macatee, los árabes palestinos no se atrevieron a oponerse a Haj Amin, pero tampoco se unieron en masa alrededor de su bandera en la guerra contra los sionistas.
Desde su exilio egipcio, al-Husseini utilizó la influencia que tenía para alentar la participación del ejército egipcio en la guerra árabe-israelí de 1948. Estuvo involucrado en algunas negociaciones de alto nivel entre líderes árabes (antes y durante la guerra) en una reunión celebrada en Damasco en febrero de 1948 para organizar los comandos de campo palestinos y los comandantes del Santo Ejército. Hasan Salama y Abd al-Qadir al-Husayni (sobrino de Amin al-Husseini), se les asignó el distrito de Lydda y Jerusalén, respectivamente. Esta decisión allanó el camino para socavar la posición del muftí entre los Estados árabes. El 9 de febrero de 1948, cuatro días después de la reunión de Damasco, sufrió un duro revés en la sesión de la Liga Árabe en El Cairo, cuando sus demandas de una mayor autodeterminación palestina en las zonas evacuadas por los británicos y de préstamos financieros fueron rechazadas. Sus demandas incluían el nombramiento de un representante árabe palestino en el Estado Mayor de la Liga, la formación de un Gobierno Provisional Palestino, la transferencia de autoridad a los Comités Nacionales locales en las zonas evacuadas por los británicos, y tanto un préstamo para la administración palestina como una apropiación de grandes sumas al Alto Ejecutivo árabe para los árabes palestinos con derecho a daños de guerra..
La Liga Árabe bloqueó el reclutamiento de las fuerzas de al-Husseini, que colapsaron tras la muerte de uno de sus comandantes más carismáticos, Abd al-Qadir al-Husayni, el 8 de abril de 1948.
Anwar Nusseibeh, un partidario de al-Husseini, dijo que se negó a entregar armas a nadie excepto a sus seguidores leales, y que sólo reclutó partidarios leales para las fuerzas del Santo Ejército. Esto explica en parte la ausencia de una fuerza árabe organizada y la cantidad insuficiente de armas que atormentaban a los defensores árabes de Jerusalén.

### Establecimiento del gobierno de Toda Palestina
Tras los rumores de que Rey Abdullah I de Transjordania estaba reabriendo las negociaciones bilaterales con Israel que había llevado a cabo previamente clandestinamente con la Agencia Judía, la Liga Árabe, encabezada por Egipto decidió establecer el Gobierno de Toda Palestina en la Ciudad de Gaza el 8 de septiembre de 1948, bajo el liderazgo nominal de al-Husseini. A este respecto Avi Shlaim escribe:

La decisión de formar el Gobierno de toda Palestina en Gaza y el débil intento de crear unas fuerzas armadas bajo su control proporcionaron a los miembros de la Liga Árabe los medios para despojarse de la responsabilidad directa de la continuación de la guerra y retirar a sus ejércitos de Palestina lo que proporcionaría  cierta protección contra la protesta popular. Cualquiera que sea el futuro a largo plazo del gobierno árabe de Palestina, su propósito inmediato, tal como lo concibieron sus patrocinadores egipcios, era proporcionar un punto focal de oposición a Abdalá y servir como instrumento para frustrar su ambición de federar las regiones árabes con Transjordania.

El Gobierno de toda Palestina fue declarado en Gaza el 22 de septiembre, en cierto modo como contramedida contra Jordania. Según Moshe Ma'oz esto «era una mera herramienta para justificar la ocupación de la Franja de Gaza por parte de El Cairo». La preconferencia de la Liga Árabe obtuvo un acuerdo para que Ahmad Hilmi Pasha presidiera el gobierno, dando a al-Husseini un papel meramente nominal, desprovisto de responsabilidades. El 30 de septiembre de 1948 se convocó en Gaza un Consejo Nacional Palestino, bajo la presidencia de Amin al-Husseini. El 30 de septiembre, fue elegido presidente por unanimidad, pero no tenía autoridad real fuera de las zonas controladas por Egipto. El consejo aprobó una serie de resoluciones que culminaron el 1 de octubre de 1948 con una declaración de independencia para toda Palestina, con Jerusalén como su capital.

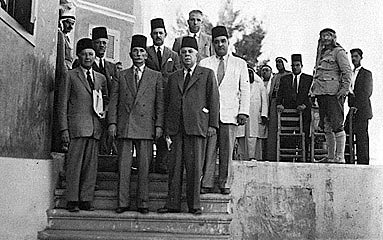
Los miembros del Gobierno de Toda Palestina c. 1950

El Gobierno de Toda Palestina nació así bajo el liderazgo nominal de Amin al-Husseini, el Mufti de Jerusalén, que fue nombrado presidente. Ahmed Hilmi Abd al-Baqi fue nombrado primer ministro. El gabinete de Hilmi estaba formado en gran parte por familiares y seguidores de Amin al-Husseini, pero también incluía representantes de otras facciones de la clase dominante palestina. Jamal al-Husayni se convirtió en ministro de Asuntos Exteriores, Raja al-Husayni se convirtió en ministro de Defensa, Michael Abcarius en ministro de Finanzas y Anwar Nusseibeh en secretario del gabinete. En total, doce ministros, que en ese momento vivían en diferentes países árabes, se dirigieron a Gaza para asumir sus nuevos cargos. La decisión de establecer el Gobierno de Toda Palestina hizo irrelevante al Alto Comité Árabe.
Abdalá I de Jordania tomó represalias el 2 de octubre organizando un congreso palestino, que anuló la decisión adoptada en Gaza. Abdalá consideró el intento de revivir el Santo Ejército de al-Husseini como un desafío a su autoridad y el 3 de octubre, su ministro de Defensa ordenó a todos los cuerpos armados que operaran en las zonas controladas por la Legión Árabe que se disolvieran. Glubb Pasha cumplió la orden de forma despiadada y eficiente. Sin embargo, Egipto, que manipuló su formación, reconoció al Gobierno palestino el 12 de octubre, seguido de Siria y Líbano el 13 de octubre, Arabia Saudita el 14 y Yemen el 16. La decisión de Irak al respecto se tomó formalmente el día 12, pero no se hizo pública. Tanto Gran Bretaña como Estados Unidos respaldaron a Jordania, y Estados Unidos afirmó que el papel de al-Husseini en la Segunda Guerra Mundial no podía olvidarse ni perdonarse. El efecto total fue que:

El liderazgo de al-Hajj Amin al-Husayni y el Alto Comité Árabe, que había dominado la escena política palestina desde la década de 1920, quedó devastado por el desastre de 1948 y desacreditado por su incapacidad para evitarlo.

Las narrativas de la nakba, según Hillel Cohen, tienden a ignorar la resistencia abierta a al-Husseini por parte de muchos palestinos influyentes. Este le dijo a un miembro de la familia Darwish, al expresar su desacuerdo con el objetivo de guerra de Husseini a favor de la negociación: idha takalam al-seif, uskut ya kalam – «Cuando la espada habla, no hay lugar para hablar». Muchos recordaban su política de asesinar a mukhtars en la revuelta de 1936-1939 y vieron a al-Husseini y los de su calaña como «una asamblea de traidores». La oposición de un porcentaje importante de la sociedad palestina a Al Husseini se remonta a una época anterior y también estaba relacionada con la manera británica de tratar con la población local: «La actual administración de Palestina», lamentaron, por ejemplo, los representantes de la Delegación Árabe Palestina en una carta a la opinión pública británica en 1930, «esta nombrada por el Gobierno de Su Majestad y gobierna el país a través de un sistema autocrático en el que la población no tiene voz».

### Exilio de Palestina y muerte

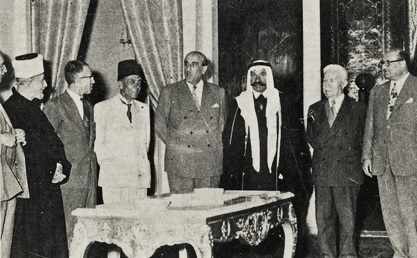
Líderes sirios y palestinos reunidos con el presidente sirio Shukri al-Quwatli en el palacio presidencial en 1955. De derecha a izquierda: Sabri al-Asali, Fares al-Khoury, Sultan Pasha al -Atrash, Quwatli, Mohamed Ali Eltaher, Nazim al-Qudsi, Amin al-Husayni y Muin al-Madi.

Aunque al-Husseini había sido destituido del Consejo Supremo Musulmán y de otras funciones administrativas por el gobierno británico en 1937, no lo destituyeron del cargo de muftí de Jerusalén. Posteriormente explicaron que esto se debía a la falta de procedimiento legal o precedente.
Sin embargo, el 20 de diciembre de 1948, el rey Abdulá anunció su reemplazo como muftí por su rival de largo plazo, Husam Al-din Jarallah.
El rey fue asesinado el 20 de julio de 1951, en vísperas de unas conversaciones secretas previstas con Israel, por un militante, Mustafa Ashu, de la yihad al-muqaddas, mientras entraba en Haram ash-Sharif para rezar. No hay pruebas de que al Husseini estuviera implicado, aunque Musa al Husayni estaba entre los seis acusados y ejecutados tras un veredicto muy controvertido. Abdullah fue sucedido por el rey Talal I de Jordania, quien se negó a permitir la entrada de al-Husseini a Jerusalén. El nieto de Abdullah, Hussein, que había estado presente en el asesinato, finalmente levantó la prohibición en 1967 y recibió a al-Husseini como invitado de honor en su residencia real de Jerusalén después de expulsar a la OLP de Jordania.
El gobierno palestino se trasladó por completo a El Cairo a finales de octubre de 1948 y se convirtió en un gobierno en el exilio, perdiendo gradualmente importancia. Al-Husseini, que formaba parte del Gobierno de Toda Palestina, también permaneció exiliado en Heliópolis (Egipto), durante gran parte de la década de 1950. Como antes de 1948, cuando el Yishuv creía que la mano del ex Mufti podía detectarse «detrás de cada pogromo, asesinato y acto de sabotaje antijudíos», Israel persistía en afirmar que al-Husseini estaba detrás de muchos ataques fronterizos desde territorio controlado por Jordania y Egipto, y este último país expresó su disposición a deportarlo si aparecían pruebas que fundamentaran tales acusaciones.
El Gobierno de Toda Palestina fue finalmente disuelto en 1959 por el propio Nasser, quien preveía una República Árabe Unida que abarcara Siria, Egipto y Palestina. Ese mismo año se mudó al Líbano. Rechazó solicitudes para prestar su apoyo a la emergente OLP después de la Guerra de los Seis Días de 1967, se opuso a la creación de un Estado palestino en Cisjordania después de 1967, y su colaborador más cercano, Emil Ghuri, continuó trabajando para la monarquía jordana incluso después de la guerra civil jordana de 1970.
Al-Husseini murió en Beirut el 4 de julio de 1974. Su deseo siempre había sido ser enterrado en el Haram ash-Sharif de Jerusalén. Sin embargo, Israel había capturado la ciudad durante la Guerra de los Seis Días de 1967. El Consejo Supremo Musulmán pidió permiso al gobierno israelí para enterrarlo allí, pero se lo negaron. Tres días después, fue enterrado en Beirut. Dos años después, la Falange Cristiana Libanesa saqueó su villa y robó sus documentos y archivos. Su nieta se casó con Ali Hassan Salameh, el fundador de Septiembre Negro, quien más tarde fue asesinado por el Mosad por su participación en la masacre de Múnich. Según Zvi Elpeleg, a partir de entonces, casi todo rastro de su memoria desapareció de la conciencia palestina, tanto es así que los palestinos no han erigido ningún monumento a su memoria ni han escrito libros que conmemoren sus hazañas.

## Análisis y controversias
Al estallar la Segunda Guerra Mundial, Al-Husayni se alió con el Tercer Reich, pero su apoyo resultó de poca ayuda en los inicios de la contienda. No obstante, en 1941 las campañas de la Italia fascista contra los británicos en Egipto estimularon a Al-Husayni a asumir funciones más activas; en ese mismo año, tras la exitosa invasión de Yugoslavia por las fuerzas del Eje, Al-Husayni promovió el reclutamiento de musulmanes bosnios y albaneses para las Waffen-SS, ayudando a formar la 13.ª División de Montaña SS Handschar.
Al-Husayni logró entrevistarse con Adolf Hitler en noviembre de 1941 y, de acuerdo con el profesor Bernard Lewis, allí habría tratado de convencerlo para que ampliase el exterminio de judíos a los territorios que la Francia de Vichy y la Italia fascista controlaban aún en el norte de África, y también propuso que la Luftwaffe bombardeara Tel Aviv, ciudad habitada casi en su totalidad por judíos. Información que no es cierta, ya que en el acta de la reunión que mantuvo con el líder alemán consta únicamente el ruego a Hitler de que proclamase el apoyo alemán al movimiento independentista árabe de Palestina, así como la cortés negativa del Führer. Permaneció como invitado del Tercer Reich, continuando su colaboración con el nazismo hasta poco antes de la capitulación alemana.
Al-Husayni ha sido considerado por cierta historiografía judía, al menos desde el punto de vista ideológico, como uno de los «arquitectos del Holocausto». Según la bloguera estadounidense antimusulmana, de extrema derecha Pamela Geller, durante su estancia en Europa Al-Husayni habría abogado para que el régimen nazi procediera al genocidio de judíos en la mayor cantidad posible, e inclusive habría solicitado a los jerarcas nazis que fueran asesinados 400 000 judíos que los alemanes pensaban deportar a Palestina.
En octubre de 2015, el primer ministro de Israel Benjamin Netanyahu, haciéndose eco de estas tesis, señaló que Al-Husayni tuvo gran responsabilidad en el Holocausto, culpándolo de haber «convencido a Hitler» de proceder con el genocidio. No obstante, esta versión de los hechos ha sido seriamente refutada por diversos políticos e historiadores. Así, como respuesta a las afirmaciones de Netanyahu, la canciller de Alemania Angela Merkel fue tajante en asegurar que «el Holocausto fue responsabilidad de Alemania y que no ve ninguna razón para cambiar su visión sobre la historia, especialmente, sobre esa cuestión».
Asimismo, el profesor Dan Michman, un renombrado experto y cabeza del Instituto Internacional para Investigaciones del Holocausto, señaló que si bien Al-Husayni en efecto se reunió con Hitler, esto ocurrió cuando la implementación de la solución final ya había sido decidida tiempo atrás por los jerarcas nazis. En ese mismo sentido se pronuncia la historiadora israelí Dina Porat señalando que las afirmaciones de Netanyahu son incorrectas: «no se puede decir que fue el Muftí quien dio a Hitler la idea de matar o quemar judíos», agregando «Eso no es verdad. Su reunión ocurrió después de una serie de eventos que llevaron a ello».
Según señala el historiador James L. Galvin, Husseini no fue el único líder nacionalista no europeo que cooperó con la Alemania nazi contra Gran Bretaña, citando ejemplos de cooperación india, libanesa e incluso del grupo militante judío Leji:

El grupo de Stern intentó persuadir al gobierno de Hitler de que enviar judíos a Palestina lograría el objetivo del Führer de hacer que Europa fuera libre de judíos.

La oportunista residencia en tiempos de guerra y las actividades propagandísticas de Hajj Amin en la Alemania nazi ciertamente no fueron el momento de mayor orgullo en la historia del nacionalismo palestino. Y, ciertamente, los opositores a dicho nacionalismo han hecho buen uso de esas actividades para asociar el movimiento nacional palestino con el antisemitismo al estilo europeo y el programa genocida de los nazis. Pero hay que recordar que Hajj Amin no fue el único líder nacionalista no europeo que encontró refugio y socorro en Berlín en ese momento. Mientras estaba en la capital alemana, el Hajj podría haberse codeado con Subhas Chandra Bose, un líder del nacionalista Partido del Congreso de la India, que creía que Alemania podría demostrar ser un aliado eficaz en la lucha contra el imperialismo británico... O podría haberse encontrado con Pierre Gemayel, el líder de un grupo cristiano libanés llamado Falange, que creía que la Alemania nazi representaba la ola del futuro... Los miembros de la Banda de Stern también buscaron una asociación táctica con la Alemania nazi e incluso abrieron negociaciones con el gobierno de Hitler.